# Chartreuse Saint-Sauveur
Ne doit pas être confondu avec Chartreuse Saint-Sauveur de la Nouvelle-Lumière.
La chartreuse Saint-Sauveur est un ancien monastère de moines-ermites de l'ordre des Chartreux. Sis au sud de Villefranche-de-Rouergue (France), sur la route menant à Najac et Albi, il fut fondé au XVe siècle et fermé - les derniers moines étant expulsés - en 1790, par les autorités révolutionnaires.
Depuis la Révolution française les bâtiments du monastère font partie de l'hospice puis hôpital de Villefranche-de-Rouergue. Cette ancienne chartreuse fait l’objet d’un classement au titre des monuments historiques par la liste de 1840. Géré par la SPL Ouest Aveyron Tourisme, le site est ouvert à la visite d'avril à novembre.

## Histoire
En 1450, Vézian (ou Vésian) Valette voulut aller à Rome pour y chercher des indulgences à l'occasion de l'année jubilaire, fêtée par le pape Nicolas V. Avant de partir, ce riche marchand de Villefranche fit son testament, le 17 juin 1450. Il décidait de laisser presque toute sa fortune aux Chartreux à la condition qu'ils construisent un monastère de leur ordre à Villefranche-de-Rouergue et qu'ils y disent une messe chaque jour tant que le monastère existerait. Il meurt la même année, au cours de son pèlerinage à Rome.
Sa femme, Catherine Garnier, respecta ses volontés et fit construire le monastère. Elle est considérée, elle également, comme 'fondatrice' de la chartreuse.
Les travaux commencèrent en 1452 sous la direction de Richard de Condom et furent poursuivis par les maîtres maçons Conrad Rogier et Jean Coupiac pour le petit cloître. Rapidement la grande chapelle et la salle du chapitre sont construites et achevées en 1458. Le petit cloître est terminé en 1459. Les moines sont alors installés dans la chartreuse. Les sculpteurs, sous la direction de Pierre Viguier, ont probablement exécuté la décoration car le 6 juin 1461, le corps de Vésian Valette, rapatrié de Rome, est enseveli à droite de l'autel.
On ne connaît pas la date de réalisation des autres travaux. On peut considérer que les bâtiments nécessaires à la vie monastique et érémitique des chartreux étaient terminés en 1462. En 1479 la chartreuse a son prieur.
Catherine Garnier meurt en 1482 et son corps est placé à côté de celui de son époux.
En 1524, François de La Rovère, évêque de Mende, est enterré dans l'église de la chartreuse dont il a été un bienfaiteur.
Les travaux principaux sont terminés par la construction de la chapelle des étrangers, placée contre le mur de clôture, servant à l'accueil des étrangers et des femmes. La petite chapelle se trouvant contre le côté nord de l'église porte la date de 1528.
Au XVIIe siècle on fit quelques travaux :
- boiseries des stalles des frères convers,
- porte d'entrée du couloir menant au grand cloître.

Puis en 1669 et 1670, la chartreuse est agrandie en construisant l'hôtellerie, le clocher-mur dominant le petit cloître et en surélevant le réfectoire.

### Après la Révolution
En 1790, les derniers moines chartreux sont expulsés et leur monastère est déclaré bien national. Fort heureusement, la municipalité de Villefranche voulant ouvrir un hôpital-hospice dans la ville, en prit rapidement possession (25 novembre 1791). Cela a permis de conserver les parties essentielles de ce monument remarquable.
Les archives du monastère ont disparu en 1791.
En 1886, la cellule du portier qui était une habitation à deux niveaux, seul accès à la chartreuse, a été rasée pour construire de nouveaux bâtiments d'hospitalisation.

## Biens du monastère
La première donation a permis de garantir des rentes importantes au monastère, notamment grâce aux vignes qui étaient d'un rapport important. Les messes et prières pour le salut des âmes ont été une source de revenus en argent ou en nature non négligeables.
Cette richesse de la chartreuse est mise en évidence par les prêts qu'elle peut faire à la commune au XVIIe siècle. Elle a été au XVIIIe siècle le plus important contribuable de la ville. En 1791, les rentes du monastère ont été estimées à 18 000 livres, soit plus de la moitié de la somme obtenue de la vente des bâtiments.

## Bâtiments
L'organisation générale des bâtiments répond à un plan type n'ayant guère changé depuis l'origine de l'ordre des Chartreux.

La chartreuse a été prévue pour recevoir quatorze pères, dont un prieur et un sacristain, et huit frères convers.

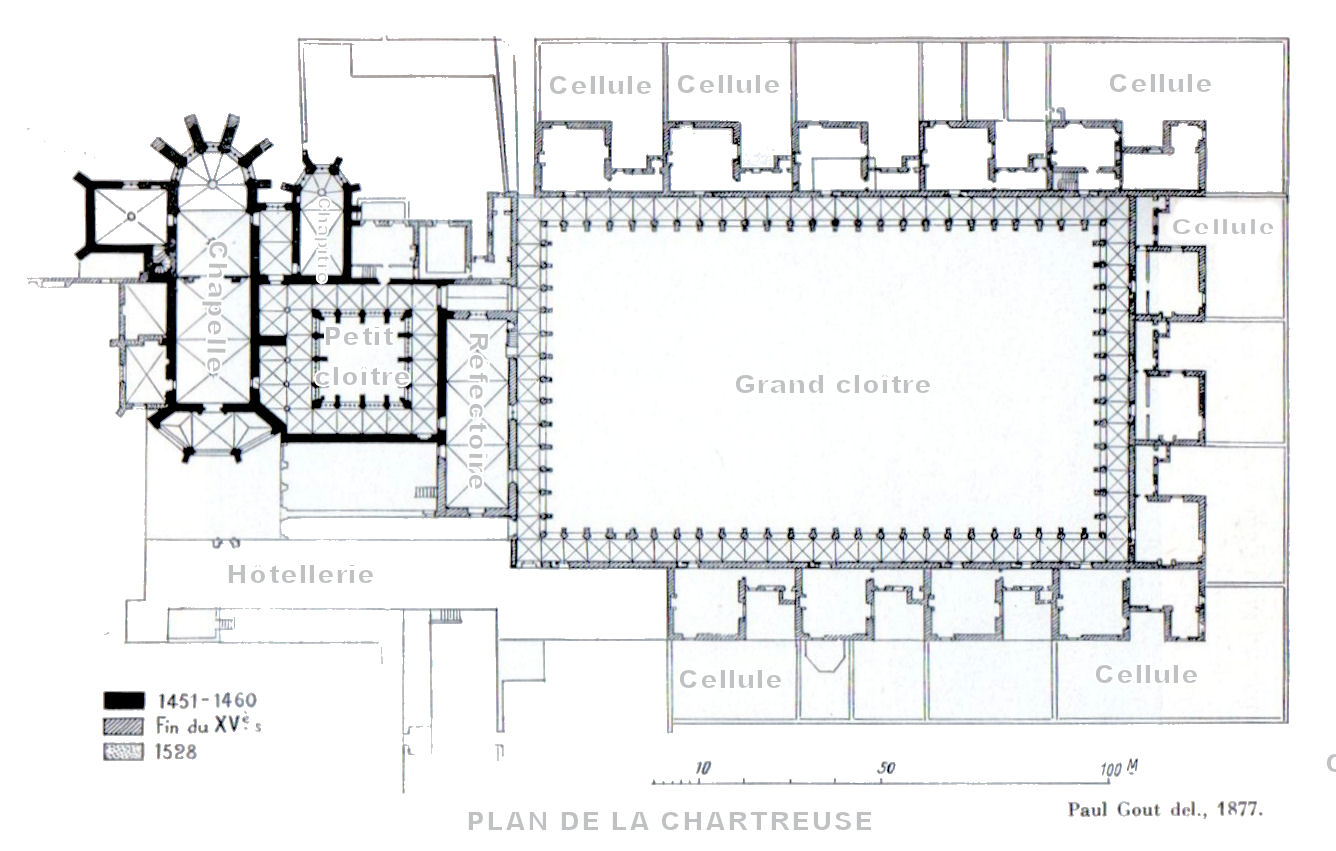
Plan de la chartreuse Saint-Sauveur d'après "Congrès archéologique de France - 1937"

Ce plan doit permettre une vie anachorète et une vie cénobitique.
La vie cénobitique regroupant tous les moines de la chartreuse se fait dans la première partie des bâtiments comprenant :
- l'église,
- la salle du chapitre,
- le petit cloître,
- le réfectoire
- la cuisine.

La vie érémitique est menée par chaque moine dans des ermitages, petites maisons construites autour du grand cloître rectangulaire qui n'est qu'un espace de circulation enserrant une vaste cour qui est aussi le cimetière des moines. L'ensemble de ces bâtiments était clôturé par un mur isolant la chartreuse du monde extérieur. La seule ouverture était la porterie.
Des bâtiments annexes, pour les divers services, étaient prévus autour des bâtiments des moines et frères convers :
- la grange,
- la boulangerie,

et pour l'accueil des visiteurs :
- la chapelle des étrangers,
- l'hôtellerie.

Quelques-uns de ces bâtiments existent encore - chapelle des étrangers et grange - d'autres ont disparu pour permettre de construire les bâtiments hospitaliers.
Le monument est ouvert à la visite en saison.

### Chapelle

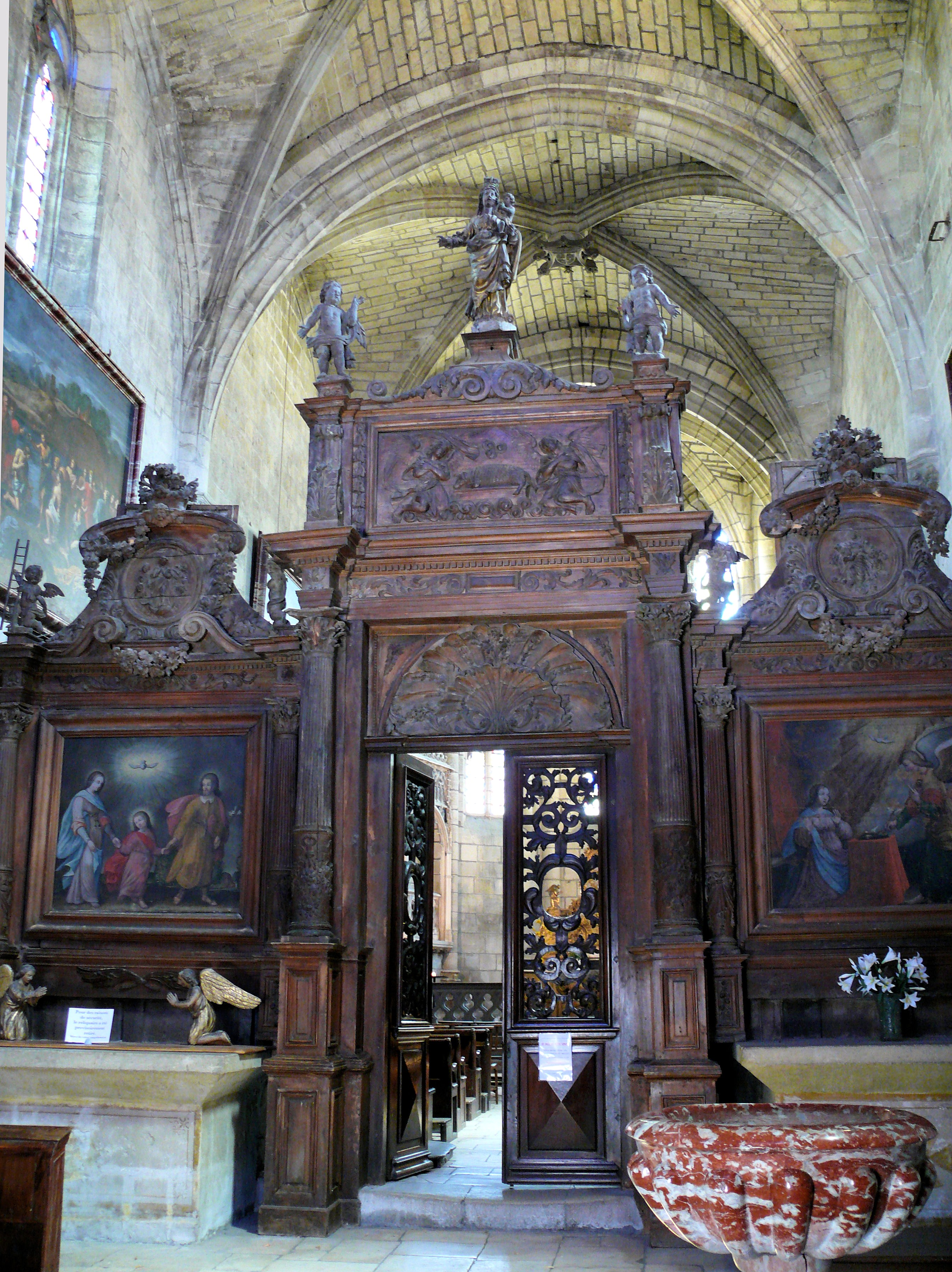
Nef de la chapelle avec la cloison en bois séparant le chœur des moines de la nef réservée aux convers

La chapelle des Étrangers, située au nord de la chartreuse, est à nef unique à trois travées, voûtées d'ogives de style gothique flamboyant, et un chœur comportant un chevet à cinq pans. Le chœur est un peu moins large que la nef.
Le portail est précédé d'un avant-porche polygonal à trois baies inégales. Les vantaux en bois de la porte ont été conservés. La partie basse représente un chartreux portant les armes d'un des fondateurs.
La chapelle est divisée en deux parties par une haute cloison en bois, consacrée à la louange de Marie, réalisée au XVIIIe siècle, séparant le chœur des moines qui se trouve dans la troisième travée, des convers ou d'éventuels visiteurs masculins. Les moines disposent de stalles en bois. Il y a au total trente stalles sur un rang, douze au nord, autant au sud, et trois de chaque côté de l'entrée du chœur. Dans la première travée de la nef, se trouvent huit stalles encadrant le portail pour les frères convers. Les stalles ont été réalisées par André Sulpice, originaire de Lozère, qui a aussi travaillé à la collégiale Notre-Dame de Villefranche-de-Rouergue, à l'abbaye de Loc-Dieu et à la cathédrale de Rodez. Le contrat a été passé en 1462. Leur réalisation a duré seize ans.

Chapelle des Étrangers
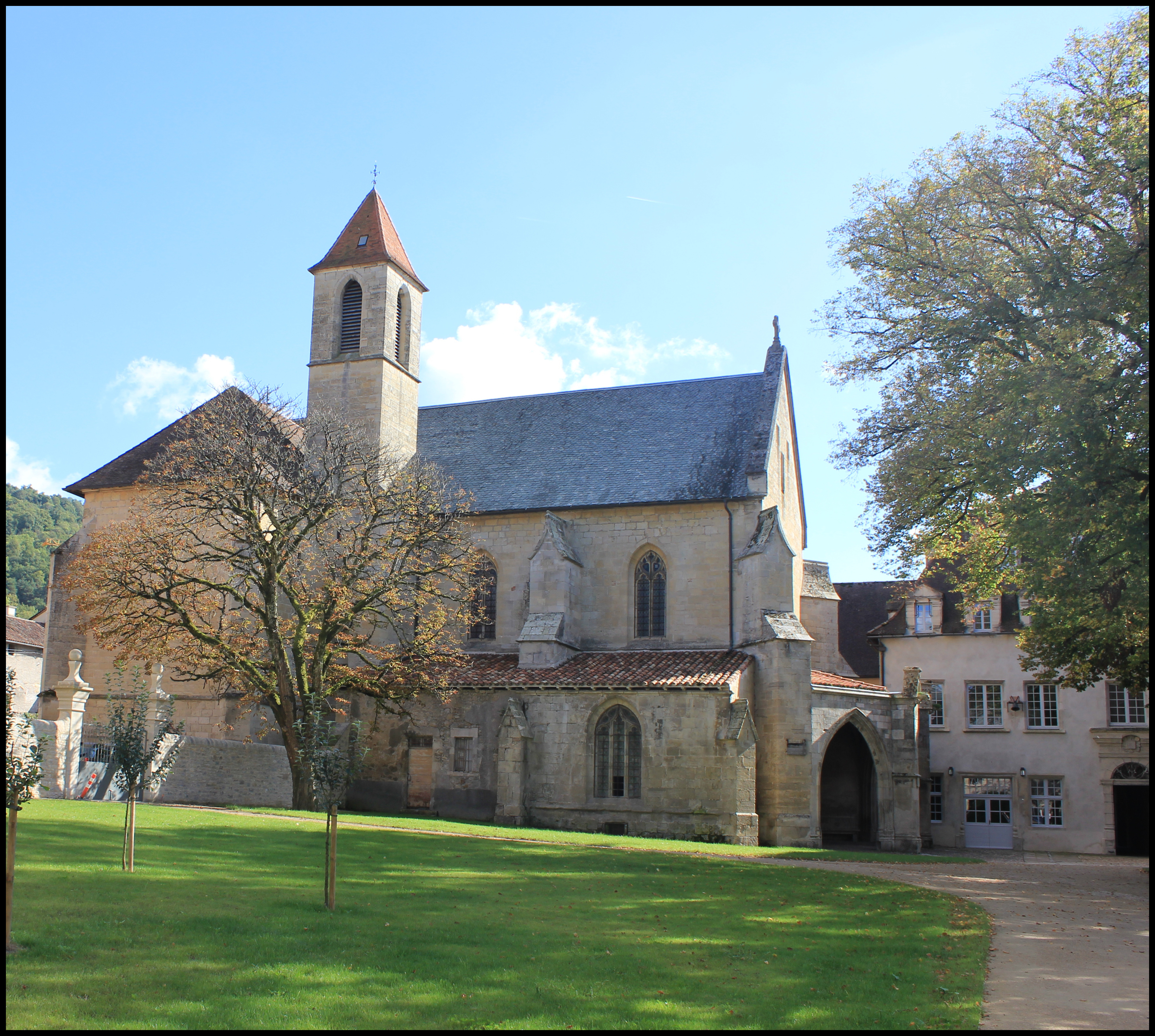
Chapelle de la chartreuse (vue 1)
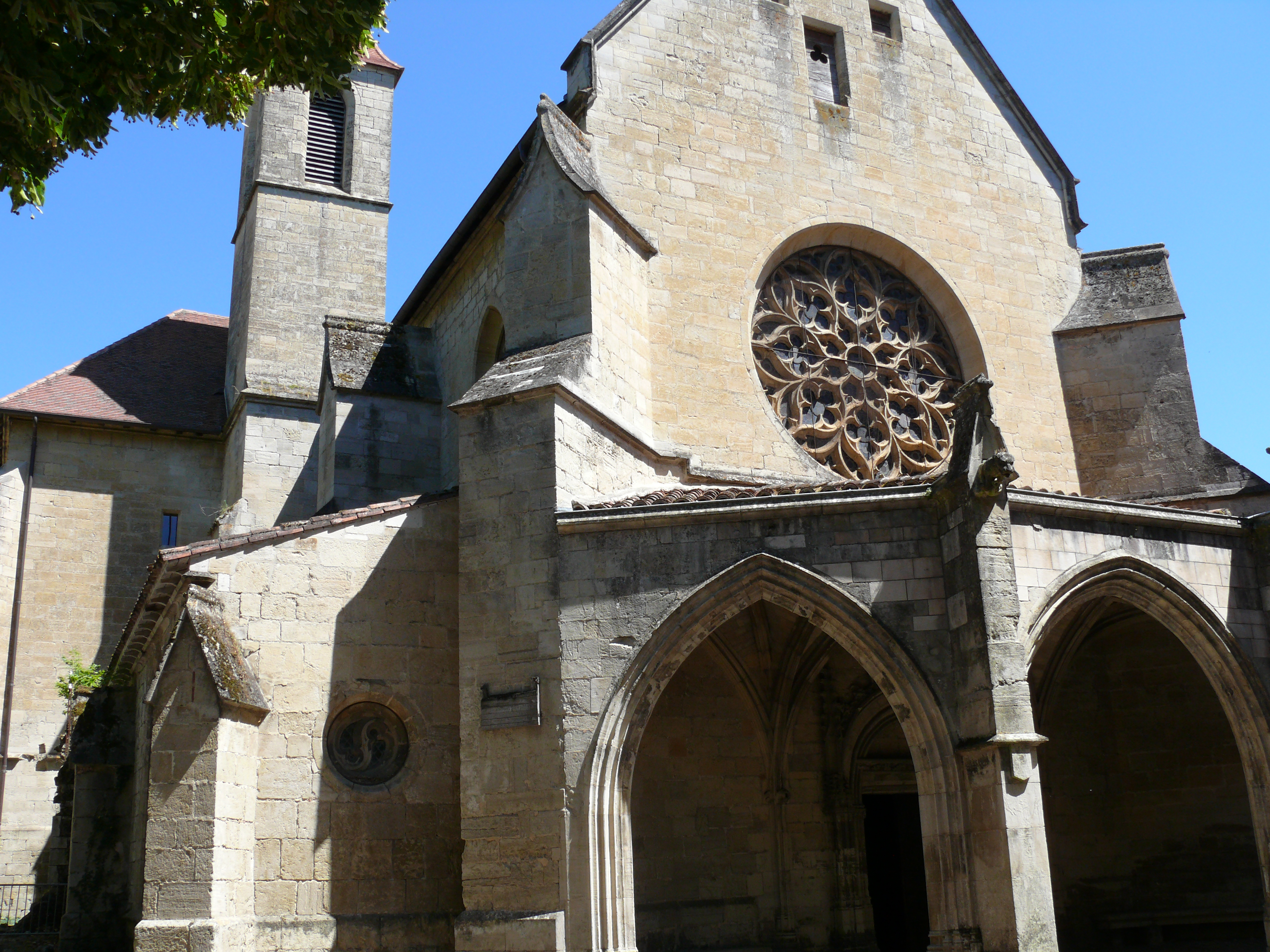
Chapelle de la chartreuse (vue 2)
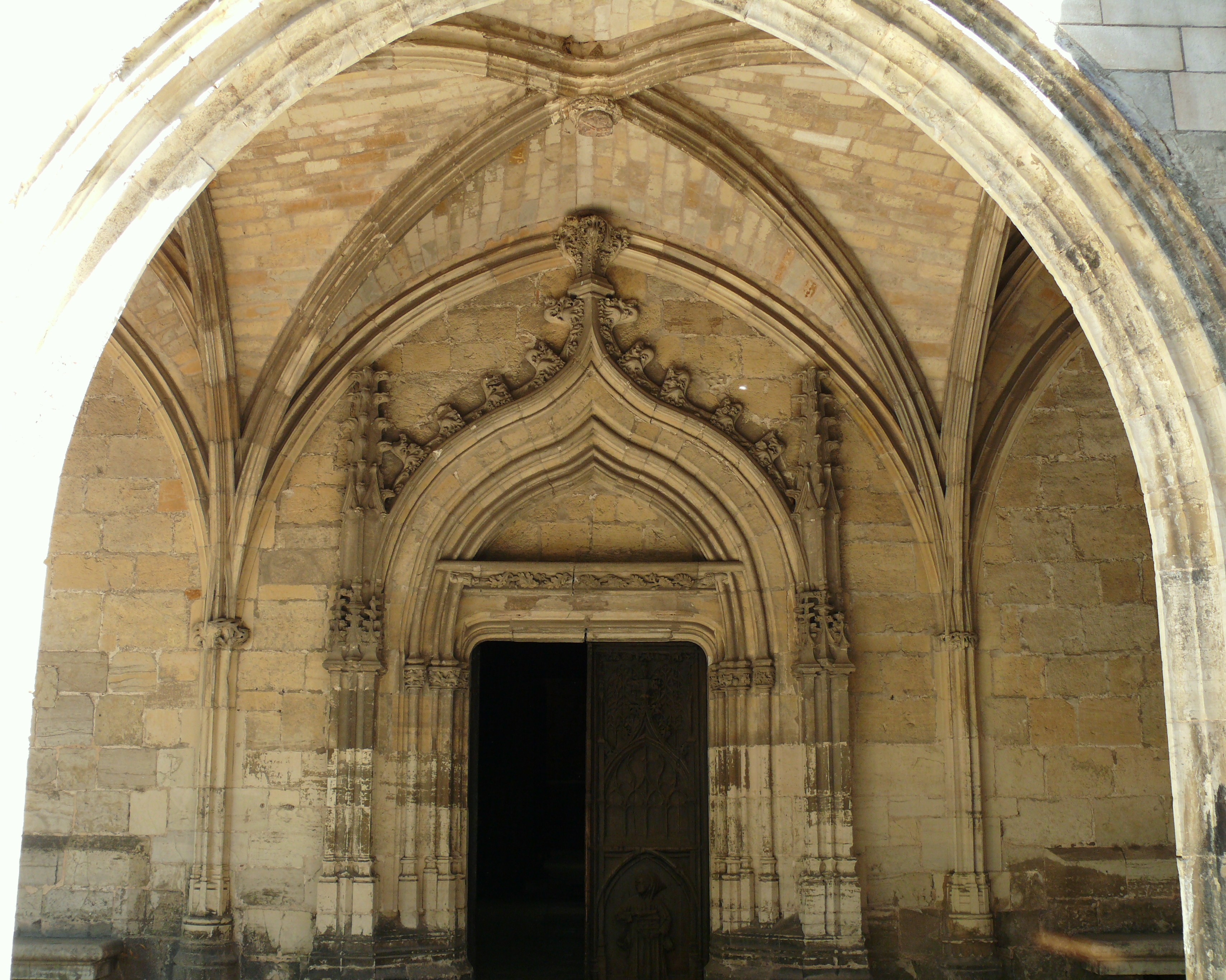
Avant-porche
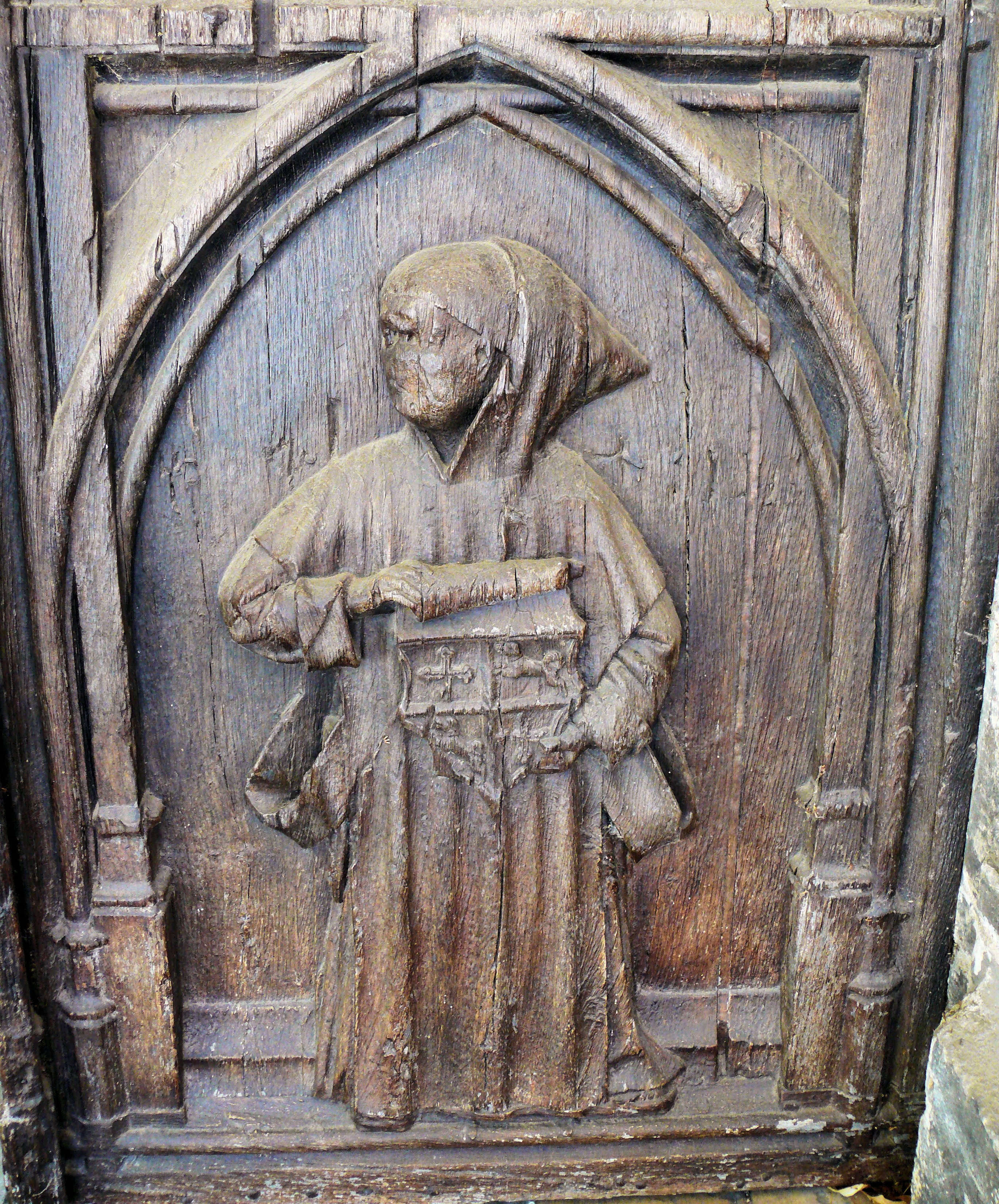
Porte de la chapelle représentant un chartreux

Le chœur est éclairé par cinq hautes fenêtres munies de vitraux. Sur l'autel se trouvait un retable qui se trouve maintenant au Musée national de la Renaissance d'Écouen. Sur la gauche, un riche enfeu a été sculpté avec la plaque funéraire des fondateurs sur laquelle on peut lire les inscriptions suivantes :
"FVNDATOR HVIVS DOMUS" au-dessus de l'effigie de Vésian Valette,
"FVNDATRIX" au-dessus de celle de son épouse,
et tout autour de la pierre tombale :
"HIC IACENT CORPORA HONORABILIS VESIANI VALETA, MERCATORIS VILLEFRANCHE, QVI DECESSIT AB HOC SECULO ANNO IVBILEO MILLESIMO CCCC L, ET NOBILIS KATHERINE GARNEIRA, EIVS CONSORTIS, QVE OBIIT ANNO MILLESIMO CCCC LXXX II, QVORVM ANIME REQVIESCANT IN PACE.

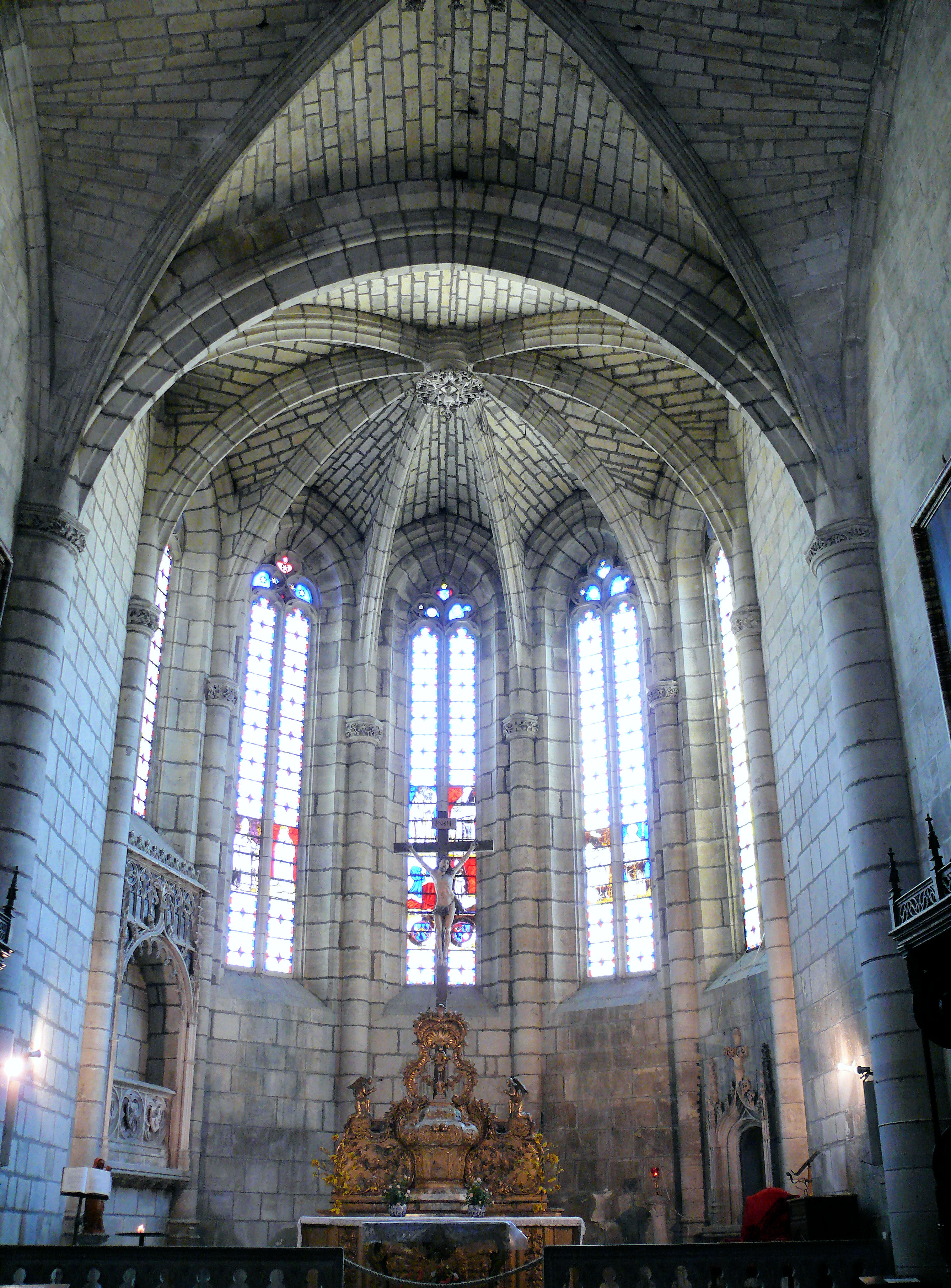
Abside à cinq pans de la chapelle.
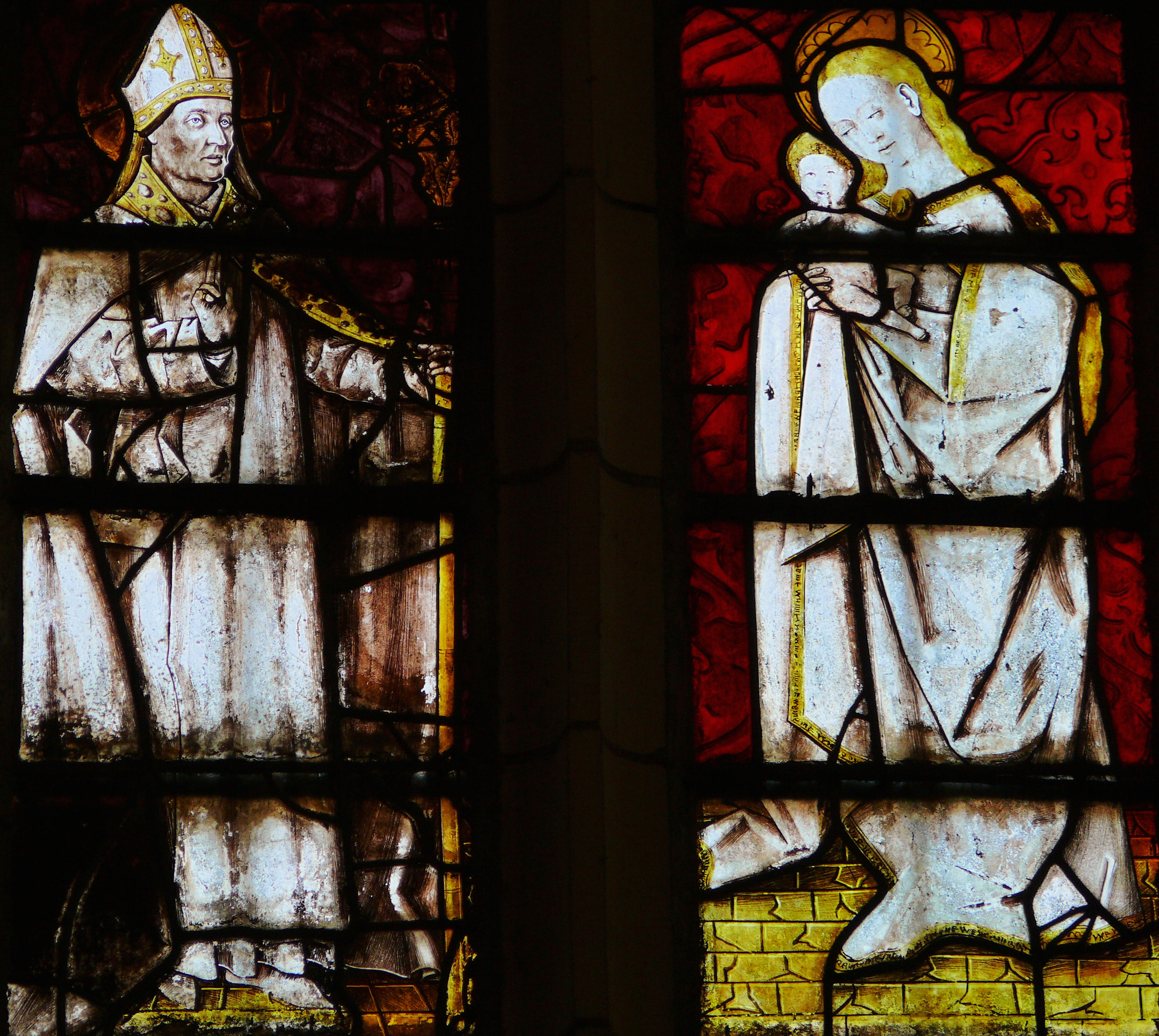
Vitrail de l'abside représentant un évêque et Notre-Dame à l'Enfant.
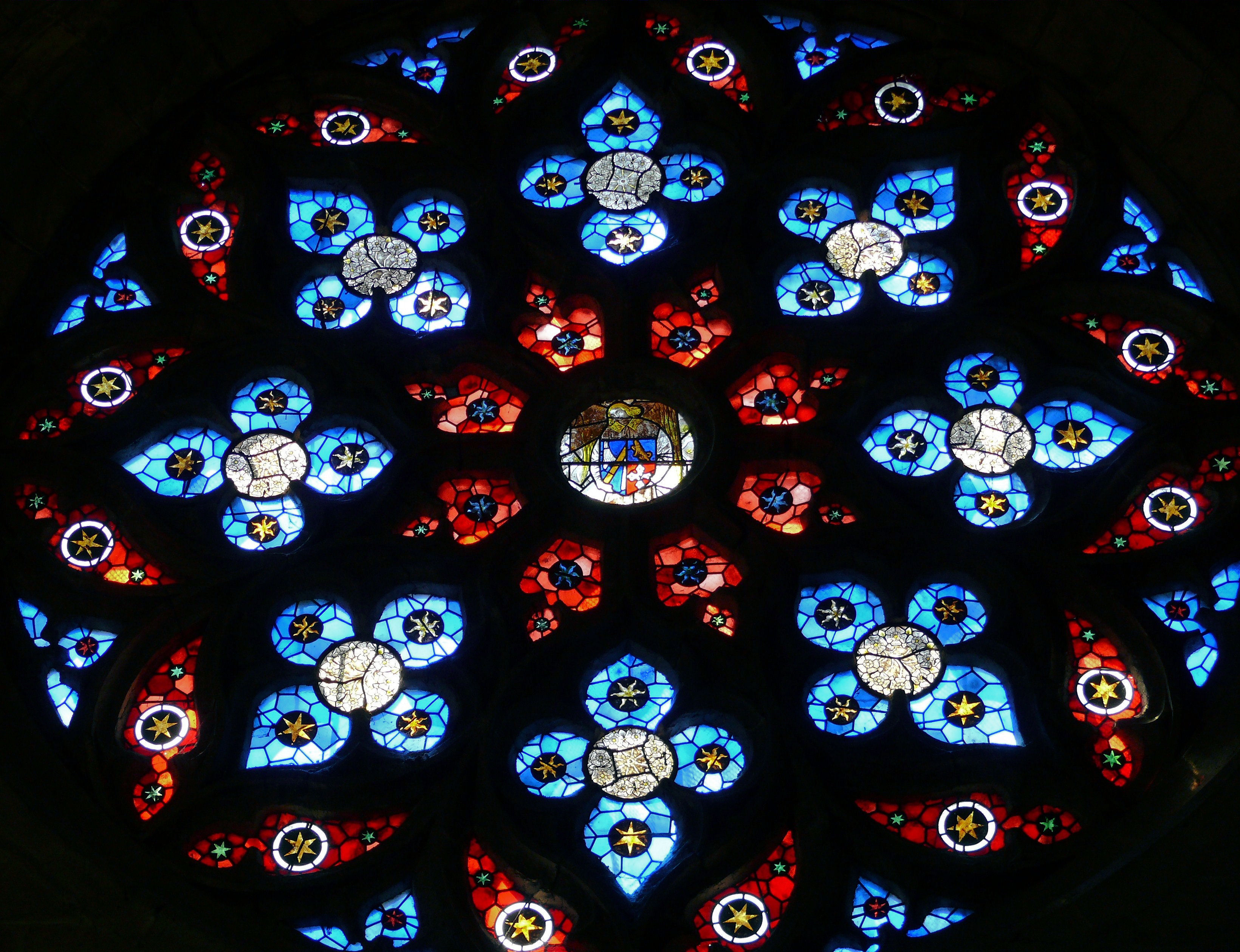
Vitraux de la rose de la chapelle.
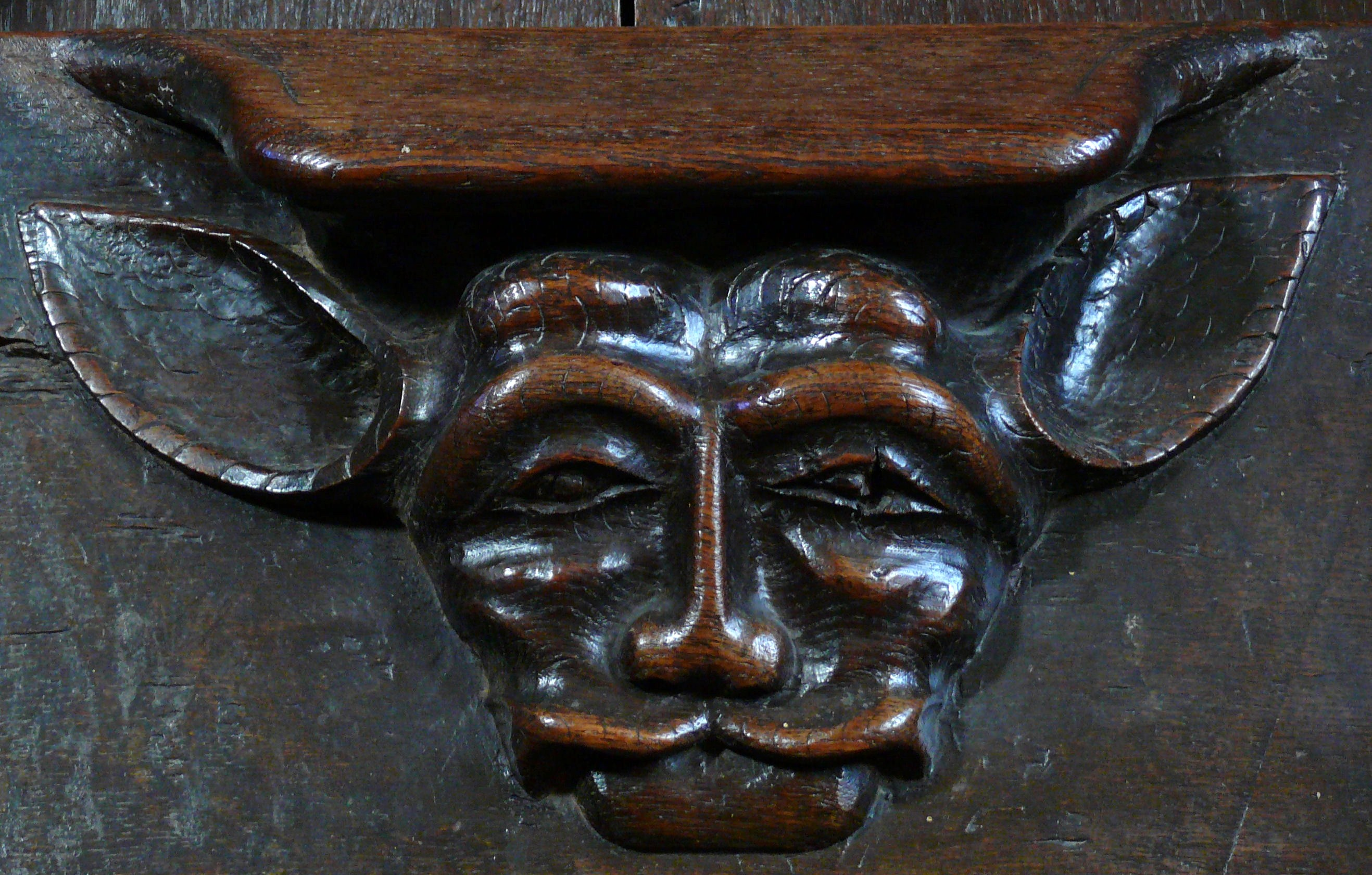
Miséricorde d'une stalle du chœur des moines.
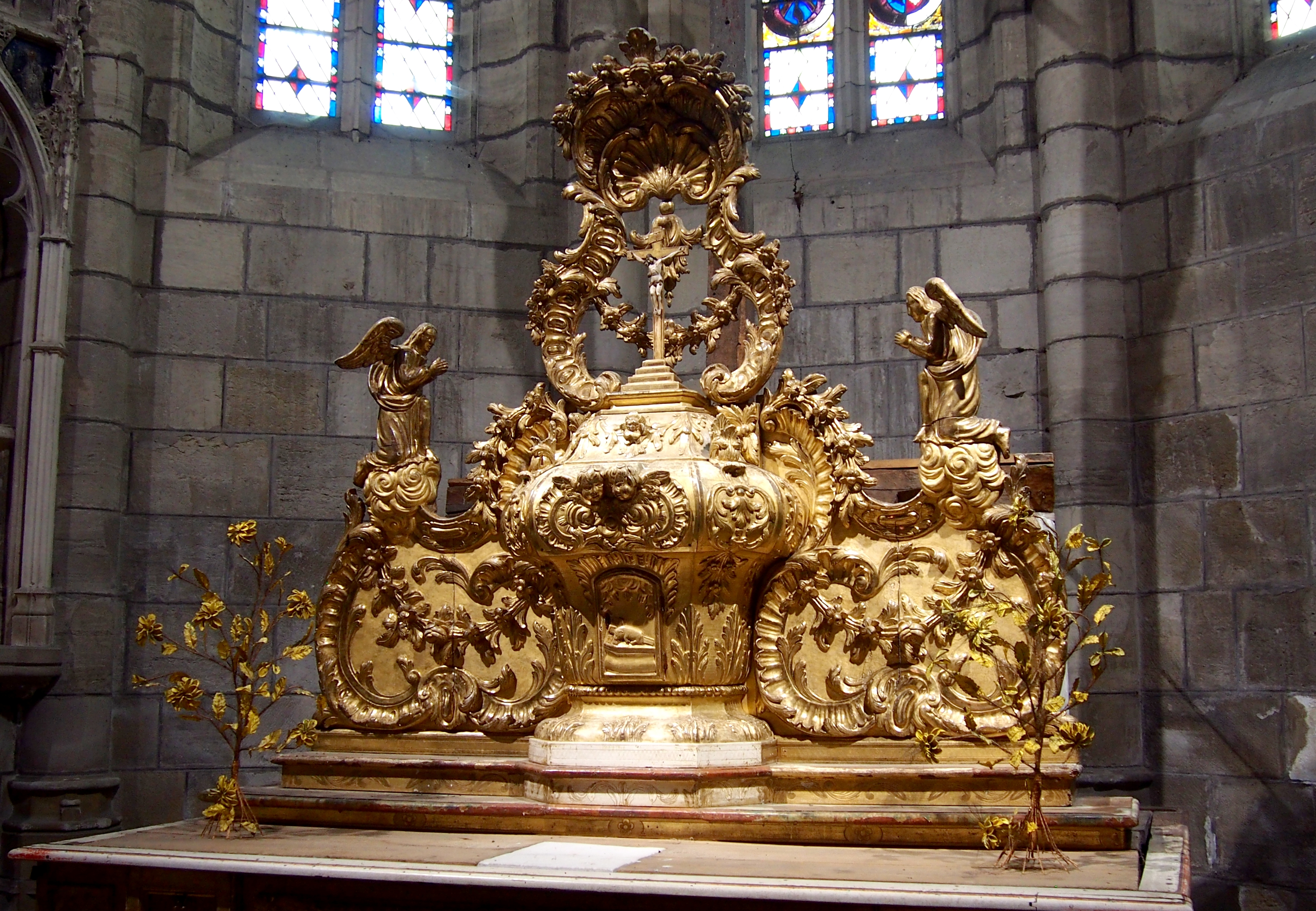
Autel.

Les clés pendantes de la nef et du chœur portent les armes des fondateurs ou leur monogramme. Sur les murs, sept tableaux ont été placés qui sont des copies de tableaux de Nicolas Poussin représentant les sept sacrements de l'Église catholique : le Baptême, l'Eucharistie, la Confirmation, la Réconciliation, le Mariage, l'Ordination, l'Extrême Onction (dite aujourd'hui l'Onction des Malades).

Les deux premières travées sont éclairées par des fenêtres. Une rose a été faite dans la façade au-dessus du porche.
Une porte au nord du chœur permet d'accéder à la sacristie voûtée d'ogives. Un escalier permet d'accéder à une salle supérieure qui servait à conserver les archives et de bibliothèque.

En vis-à-vis, côté Sud, une porte permet d'accéder au vestibule conduisant au chapitre et au petit cloître.
Dans la première travée de la chapelle, à gauche, une porte donne accès à une salle, appelée « trésorerie » bien qu'il n'y ait jamais eu de trésor, où les novices prononçaient leurs premiers vœux devant un autel situé à l'Est. Un des culots porte sa date de construction, 1528. En face, à droite de la chapelle, une porte donne accès à la chapelle mortuaire ouverte sur la galerie Nord du petit cloître.
Dimensions principales de l'église :
- longueur : 28 m
- largeur : 8 m
- hauteur : 12 m

Sur les cimaises de cette chapelle, sept grands tableaux de 247,5 cm par 346,2 cm ont été accrochés au XVIIIe siècle. Il s'agit de copies de la seconde série des Sept Sacrements de l'Église de Nicolas Poussin que l'artiste peignit pour Paul Fréart de Chantelou de 1644 à 1648. Ces copies, dont les canevas furent préparés par l'atelier Coypel de Paris, furent mises en peinture par l'atelier de peinture de la chartreuse de Toulouse, et offertes à la chartreuse de Villefranche par Charles Louis Auguste Fouquet, dit le maréchal de Belle-Isle, petit-fils de Nicolas Fouquet, né à Villefranche-de-Rouergue le 22 septembre 1684.

### Vestibule et chapitre

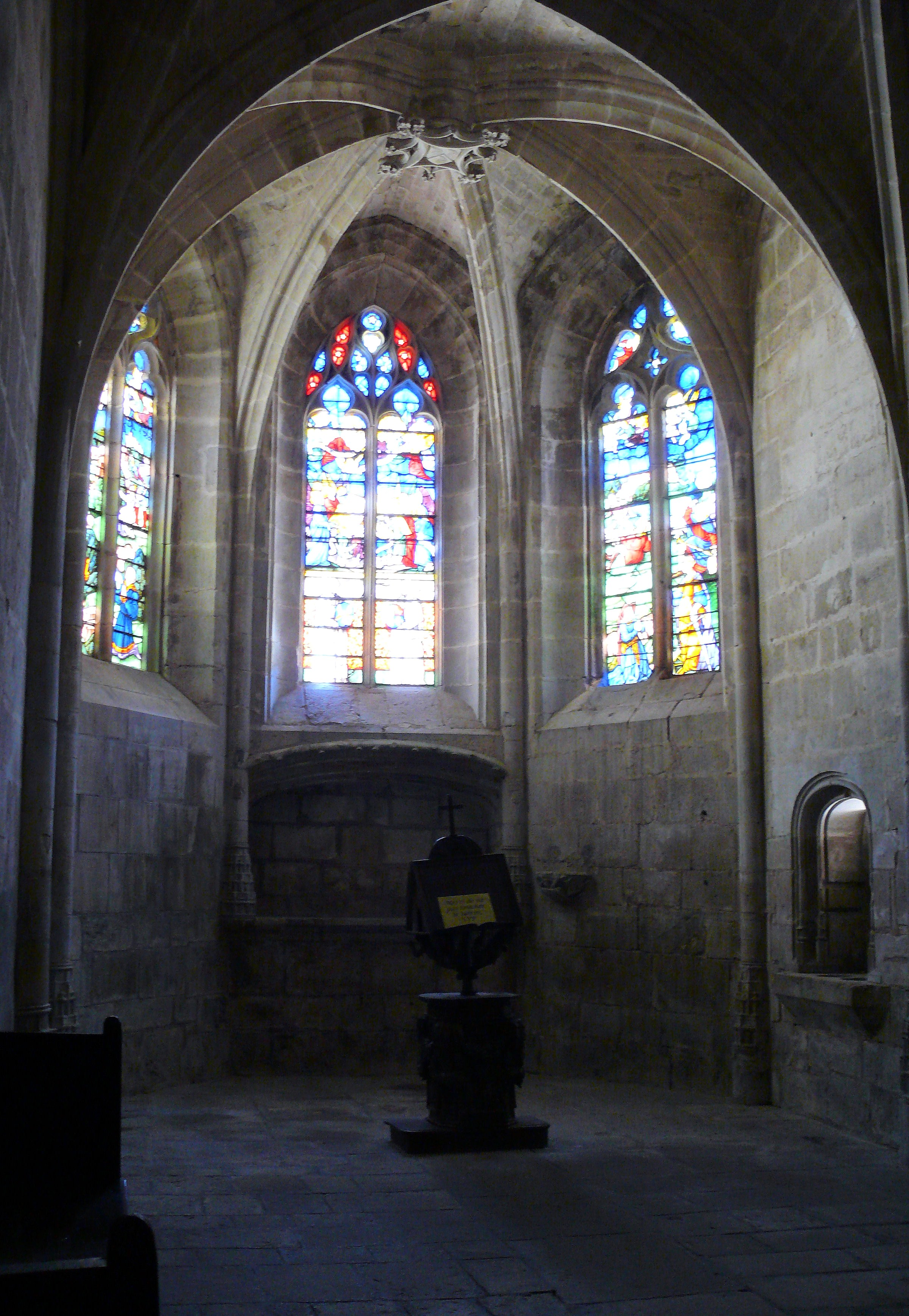
Chapitre

Les moines devaient passer par le vestibule pour se rendre à la chapelle ou au chapitre. Ce court passage est éclairé par un vitrail dédicacé à la Vierge Marie. Ce vitrail reprend une représentation reprenant le thème de l'arbre de Jessé mais adapté à l'ordre cartusien. Les rameaux relient la Vierge à des figures de saints de l'ordre des Chartreux :
- "SANCTVS BASILIUS", saint Basile, docteur de l'Église, au-dessus de la Vierge,
- "SANCTUS AUGUSTINUS", saint Augustin,
- "SANCTVS BRVNO", saint Bruno, fondateur de l'ordre,
- "GOSVINVS EPISCOPVS", Goswinus Comhair, chartreux, puis évêque de Skálholt, en Islande, mort en 1447 à la Grande-Chartreuse,
- "NICOLAVS CARDINALIS", le bienheureux Niccolò Albergati (1373–9 mai 1443), chartreux, cardinal-évêque de Bologne, mort en 1443,
- "SANCTVS GVIGOSIM", Guigues, prieur de la Grande-Chartreuse,
- "STEPHANVS", saint Étienne, Étienne de Châtillon, chartreux, évêque de Die, mort en 1213,
- "GVILLELMVS", peut-être le vénérable Guillaume van Absel, de Bréda, mort en 1471.
- "SANCTVS BENEDICTVS", saint Benoît, fondateur de l'ordre bénédictin.

Dans le vestibule se trouvait la tabula sur laquelle était inscrit le programme hebdomadaire et les obligations de chaque moine.

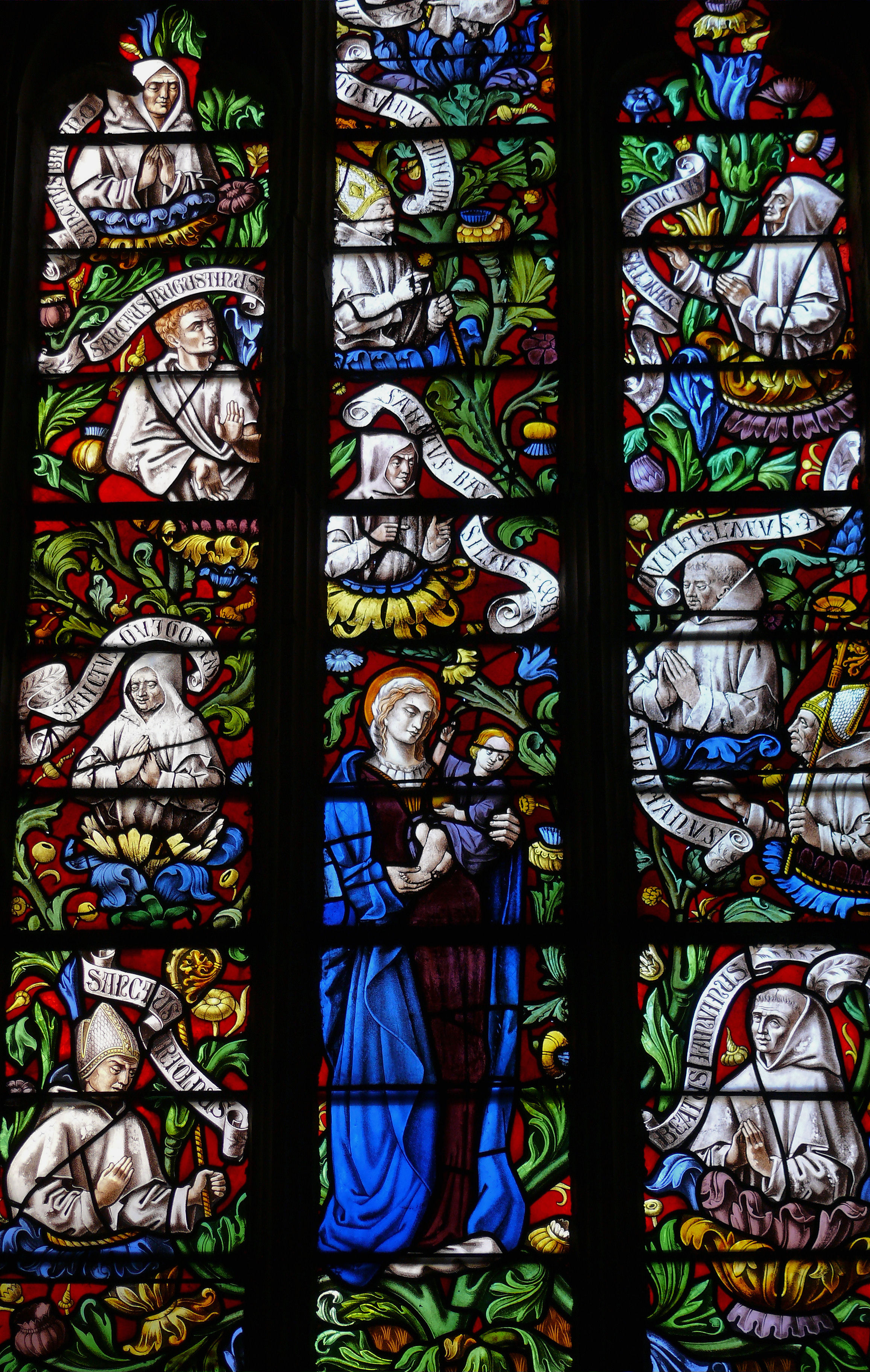
Vitrail du vestibule.
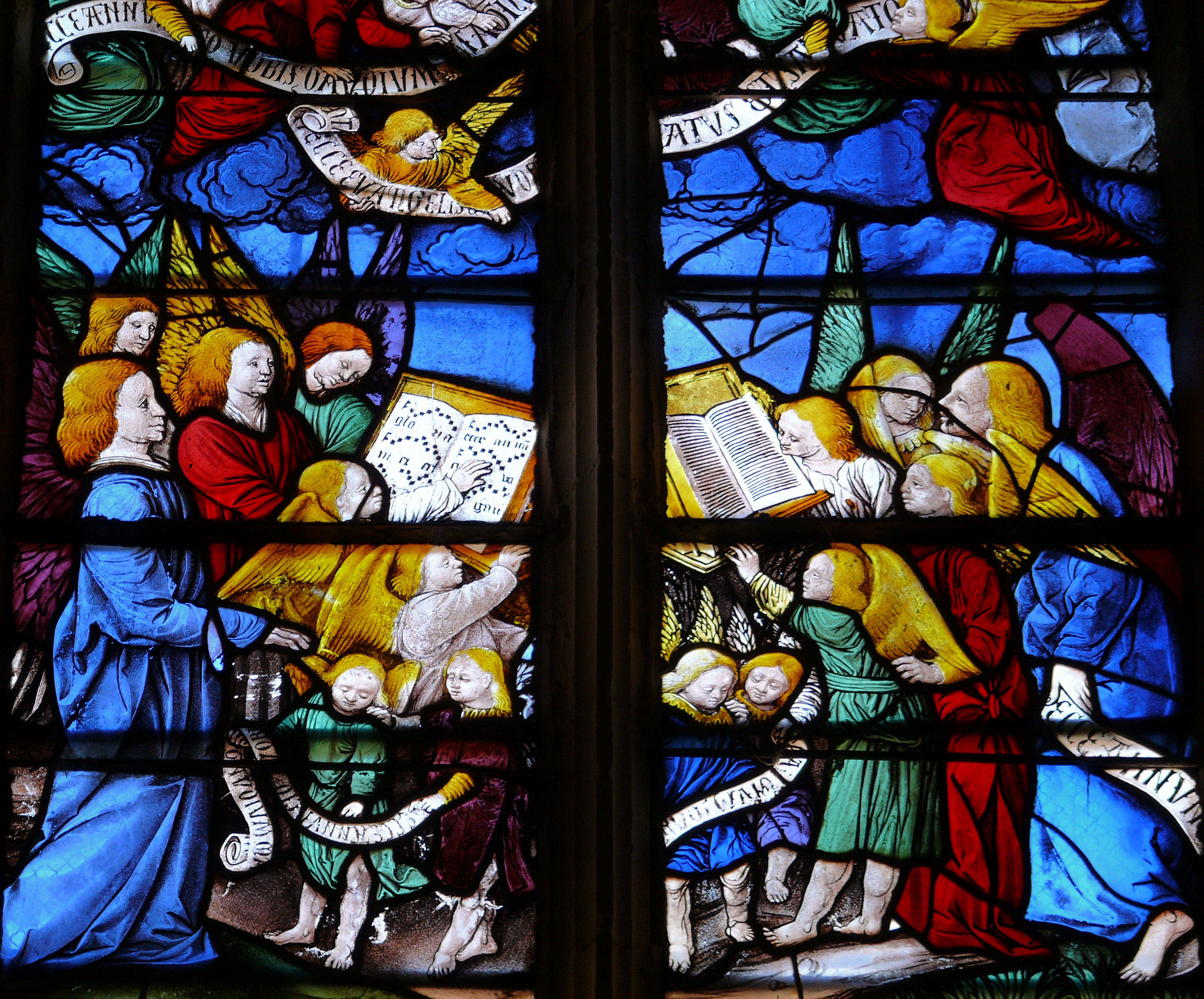
Vitrail du chapitre : chœur des anges chantant le Gloria in Excelsis Deo.
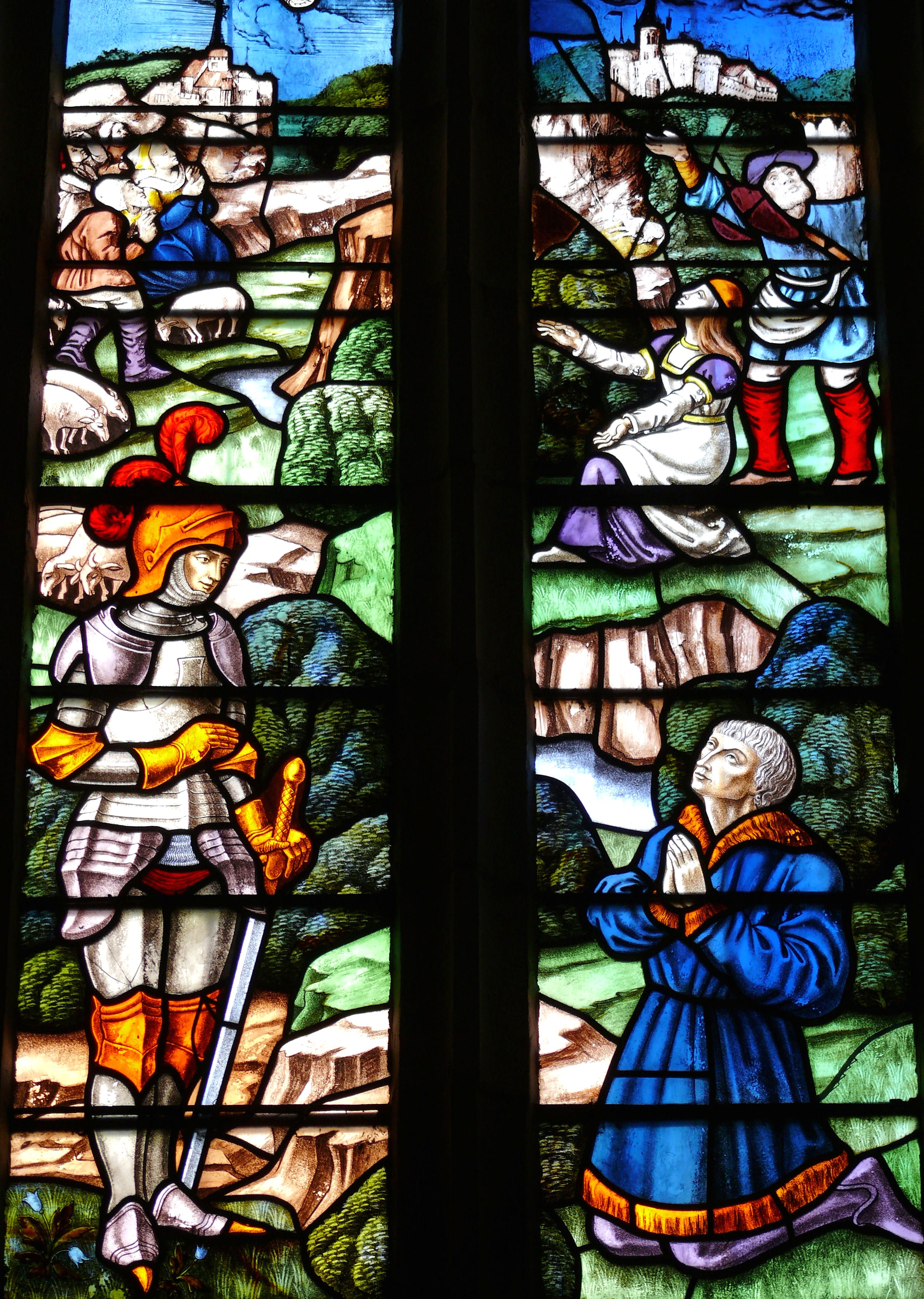
Vitrail du donateur avec saint Georges.
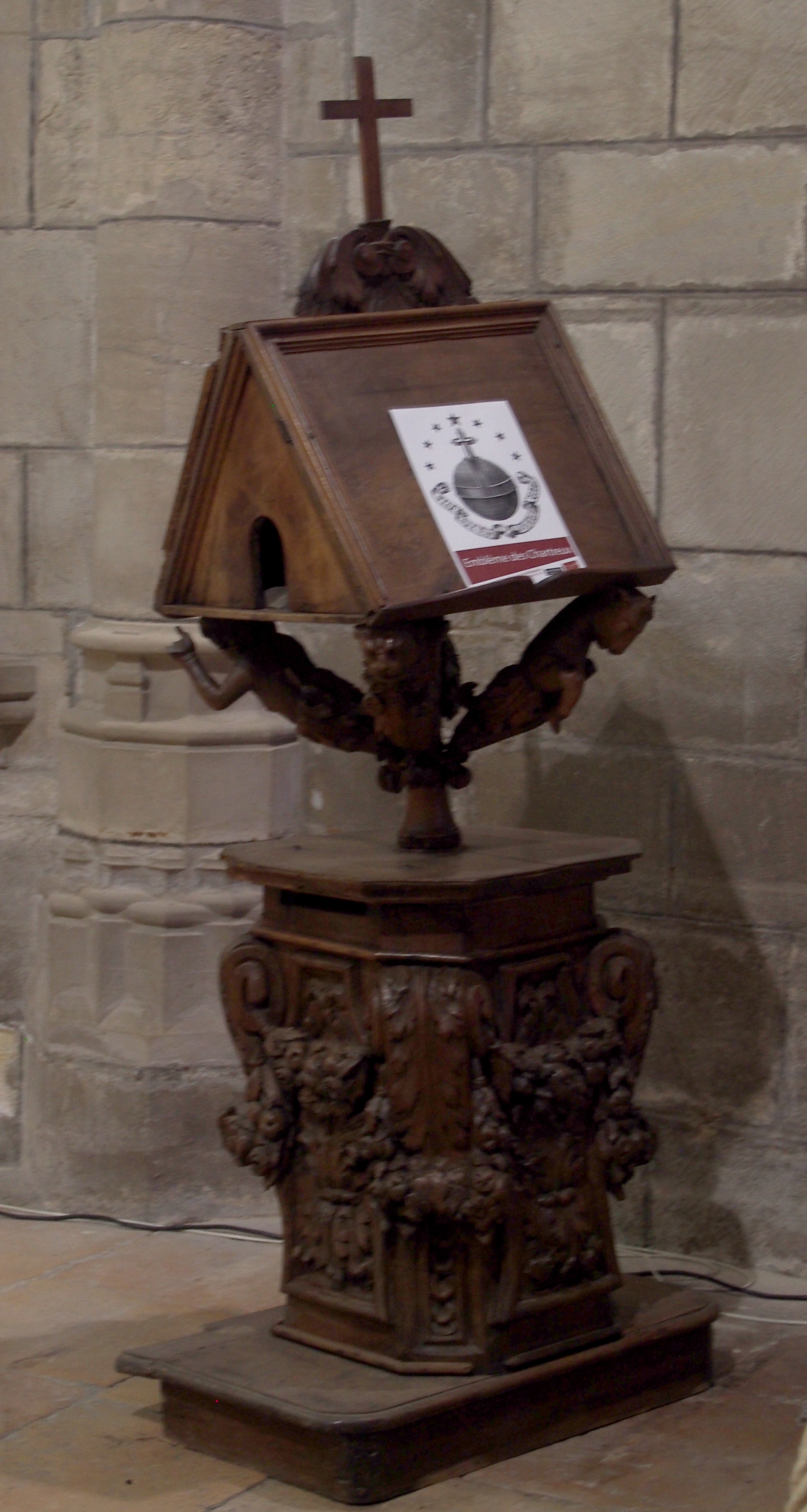
Lutrin.

Le chapitre adopte le plan d'une petite chapelle isolée du cloître, ce qui différentie cette salle de la salle capitulaire des abbayes bénédictines ou cisterciennes. L'abside du chapitre est à trois pans, chacun comprend une fenêtre éclairée par un vitrail. Le vitrail central représente deux chartreux portant les armoiries des donateurs et, au-dessus, les anges et les bergers de Bethléem chantant dans la nuit de Noël le Gloria in Excelsis Deo. De part et d'autre, les vitraux représentent les donateurs avec leurs saints patrons, Vésian Valette, à gauche, avec saint Georges, et à droite, Catherine Garnier avec sainte Catherine.

Le chapitre est le lieu de réunion des moines où se prennent les décisions concernant le monastère, où sont dites certaines messes et le rituel du lavement des pieds.

### Petit cloître

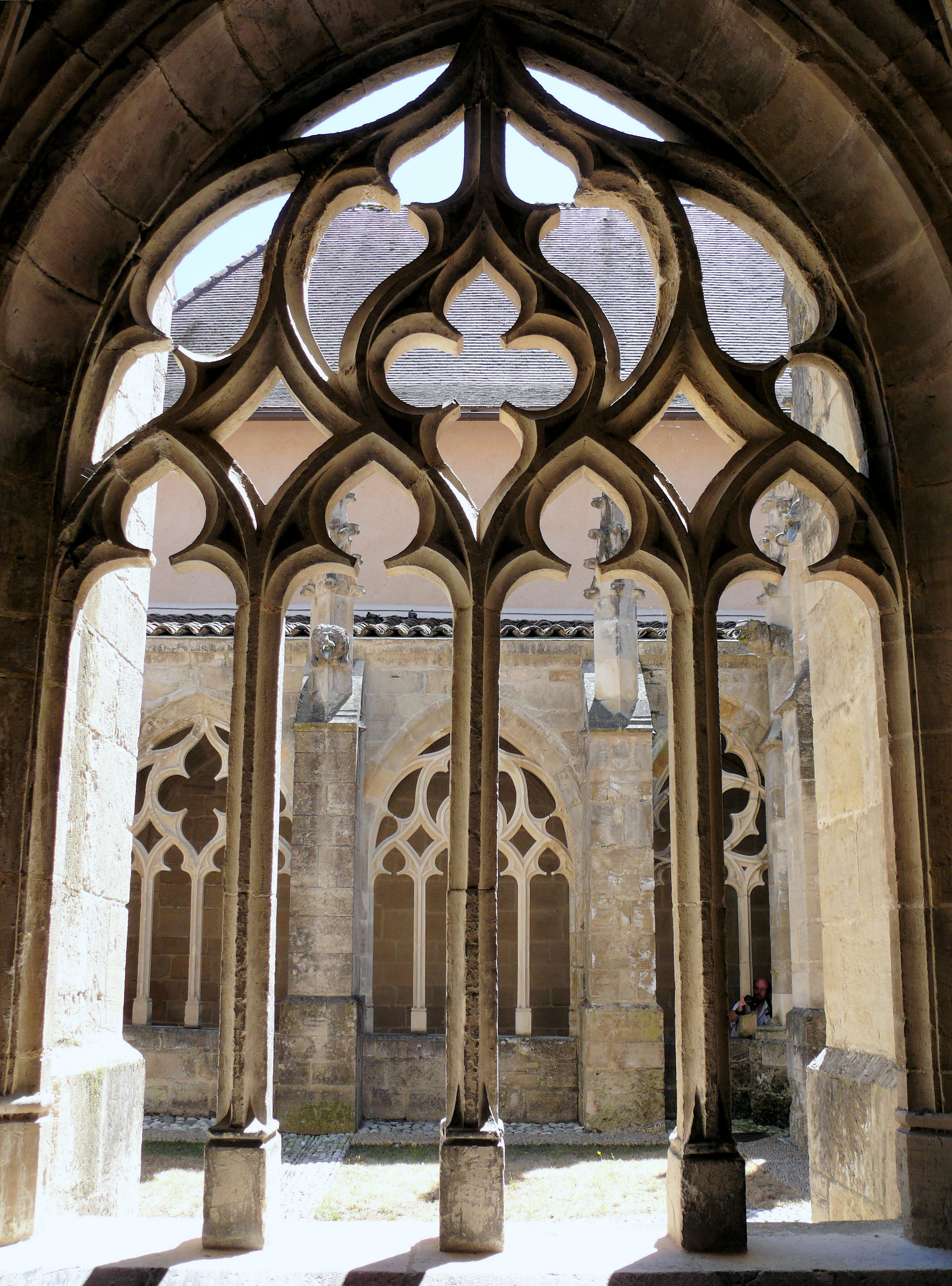
Baie du petit cloître

Le petit cloître est le plus décoré des deux cloîtres. Centre géographique du monastère, c'est aussi un lieu spirituel, intimiste. Les pères pouvaient y parler entre eux de ce qui est utile selon l'expression de saint Bruno, c'est-à-dire de Dieu.

Ses dimensions sont réduites : 20 m par 20 m en plan et d'une hauteur de 4,90 m sous clés.
Il donne accès à plusieurs salles :
- à l'Est : la cellule du sacristain,
- au Sud : au couloir menant au grand cloître et au réfectoire,
- à l'Ouest : aux cuisines, par le réfectoire,
- au Nord : à la chapelle mortuaire.

À l'entrée du réfectoire se trouve le lavabo. Il est surmonté d'une sculpture très mutilée représentant le lavement des pieds (Jean 13,5-11). On peut voir au centre Jésus lavant le pied droit de Pierre. Derrière, les apôtres de part et d'autre. Dessous, deux anges soutiennent un écu où est écrit IHS M, avec de part et d'autre les blasons des donateurs. L'eau s'échappait par deux gargouilles. Ce bas-relief est un des rares exemples de la sculpture villefranchoise du milieu du XVe siècle. Elle est sortie de l'atelier de Pierre Viguier qui avait pris la succession de Jacques Morel pour sculpter le portail sud de la cathédrale de Rodez.

Dans la chapelle mortuaire, le moine décédé recevait sa dernière bénédiction avant son enterrement dans le grand cloître.

La voûte de cette chapelle ouverte sur la galerie Nord du petit cloître est soutenue par trois fines colonnes.

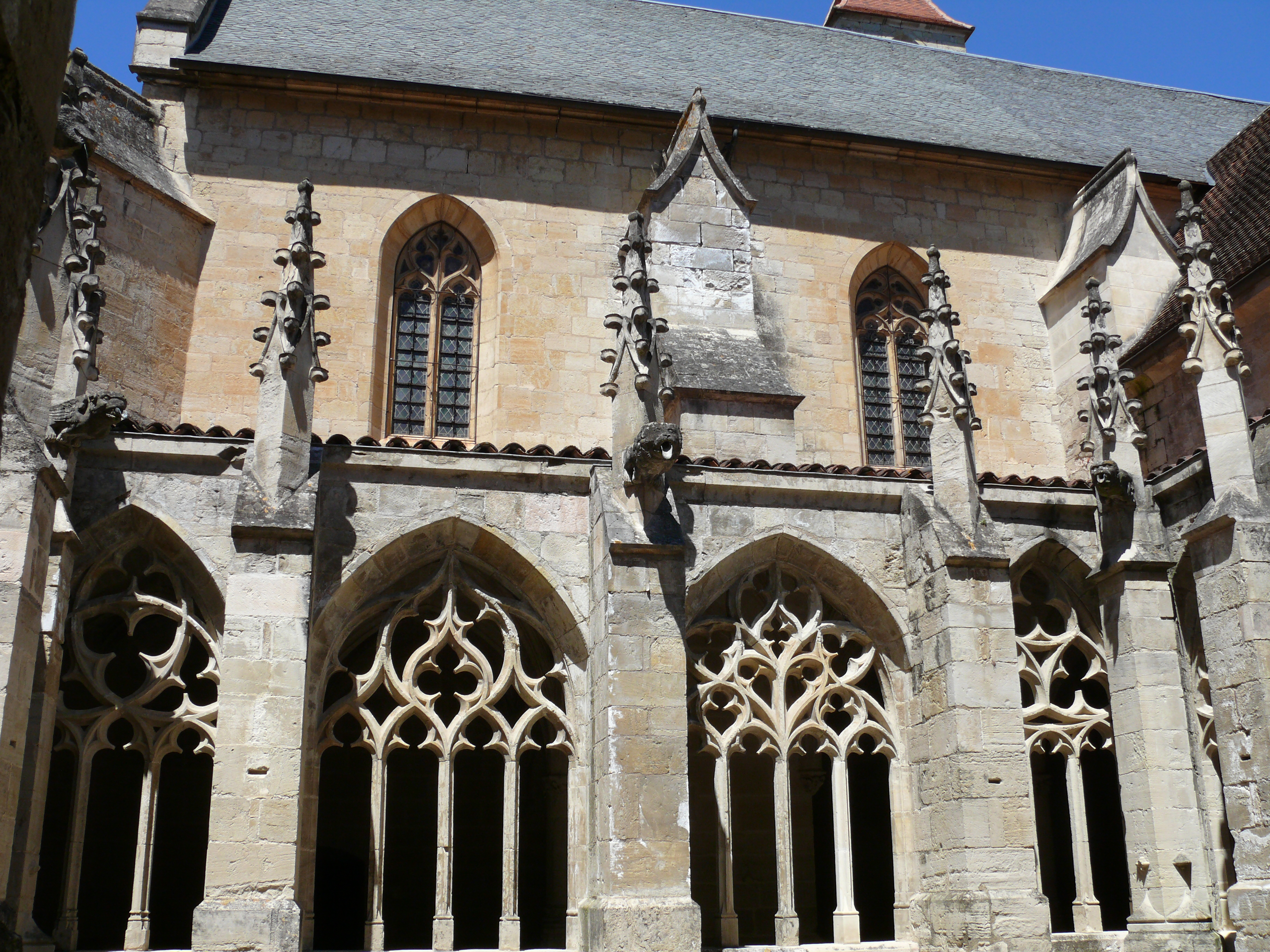
Le petit cloître et l'église
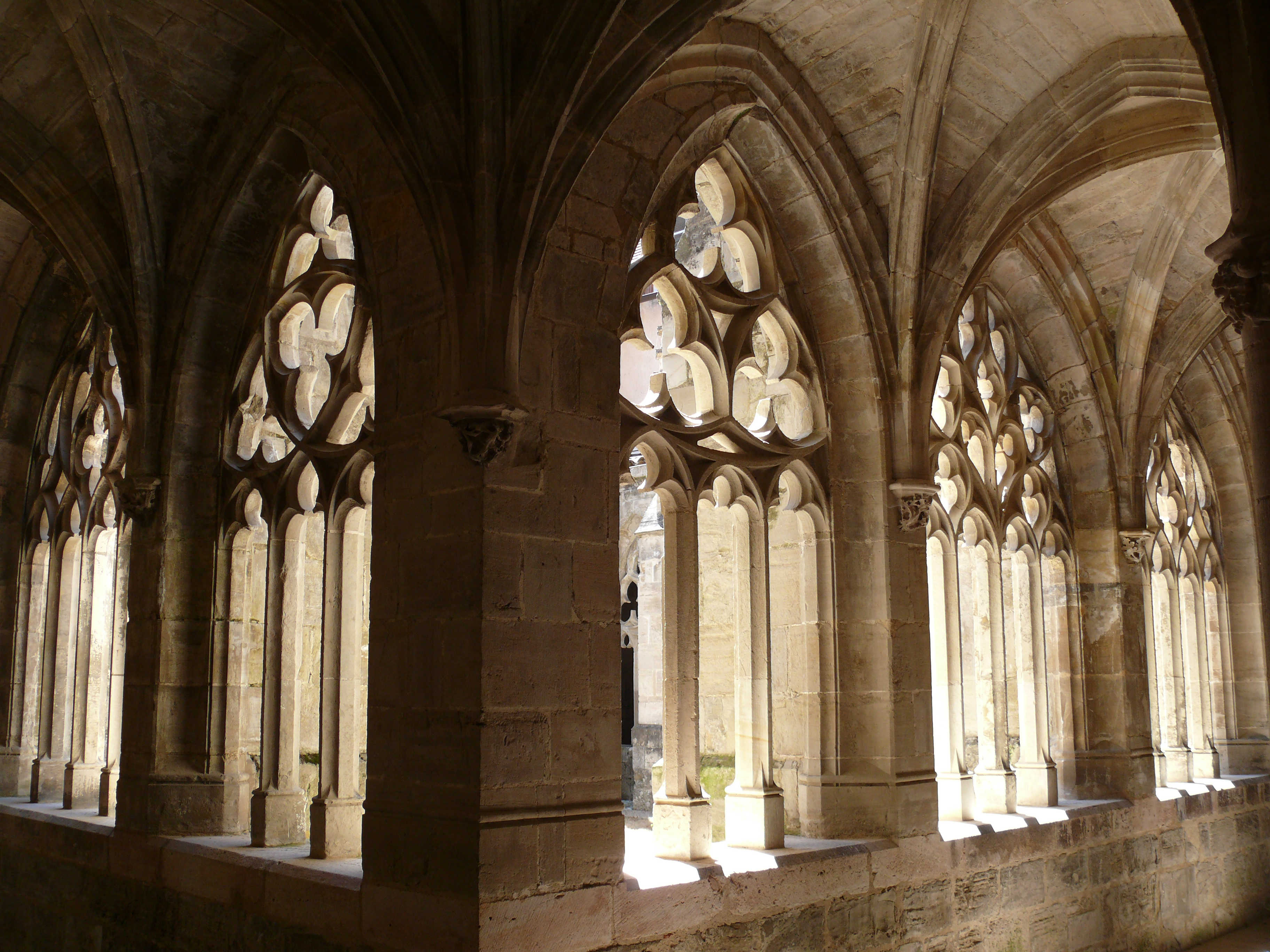
Le petit cloître
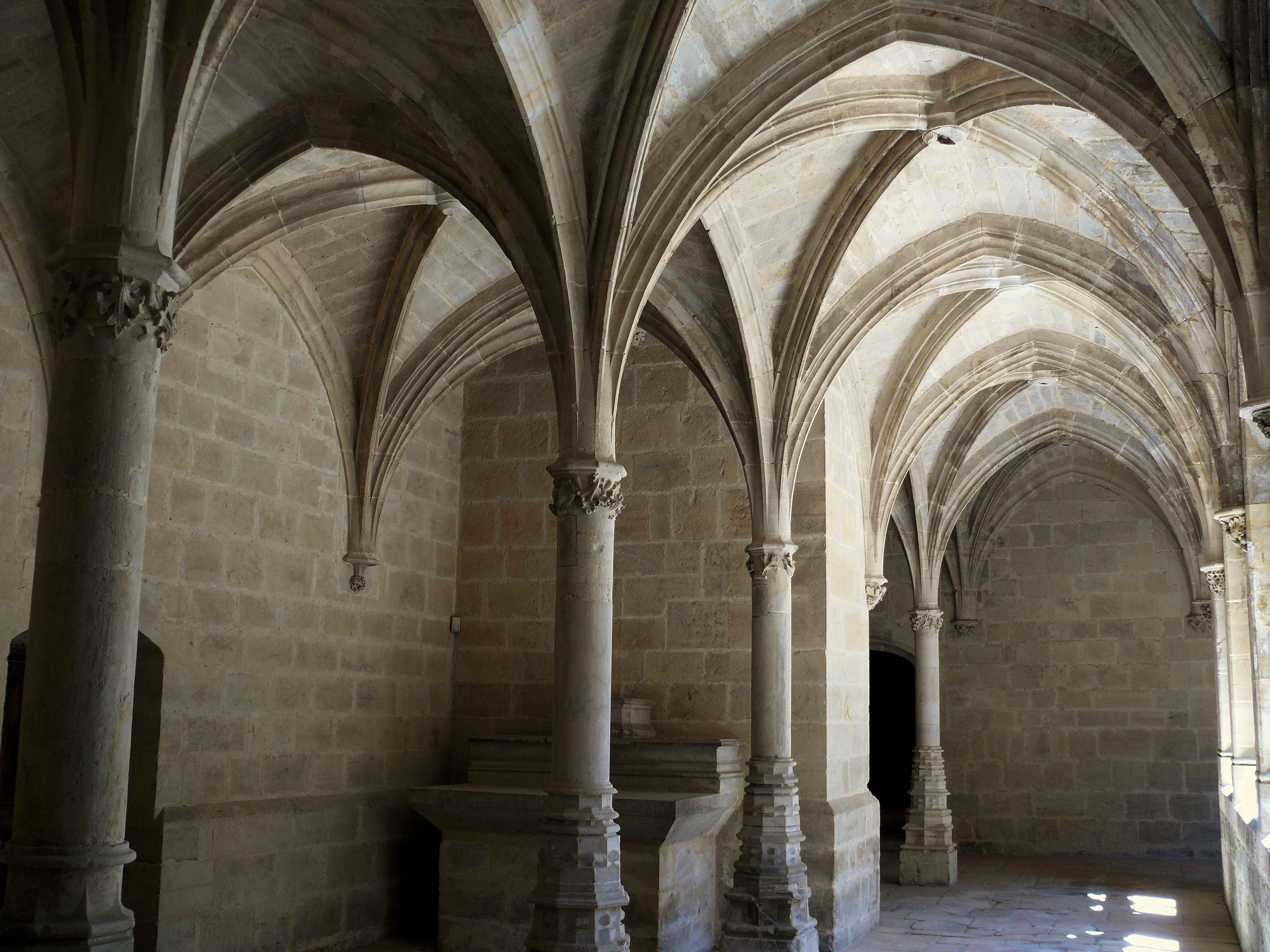
La galerie Nord du petit cloître et la chapelle mortuaire
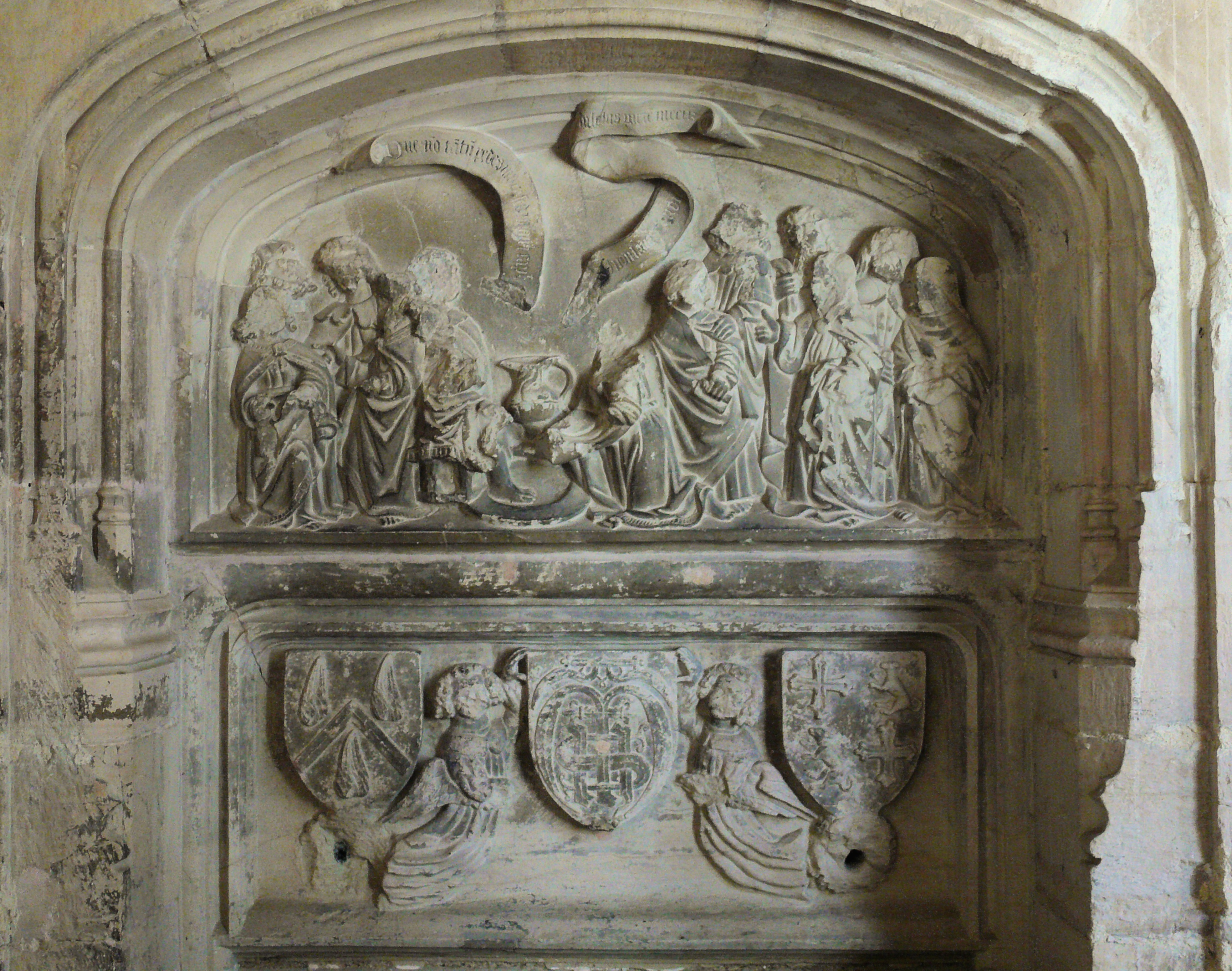
Le lavabo

### Réfectoire

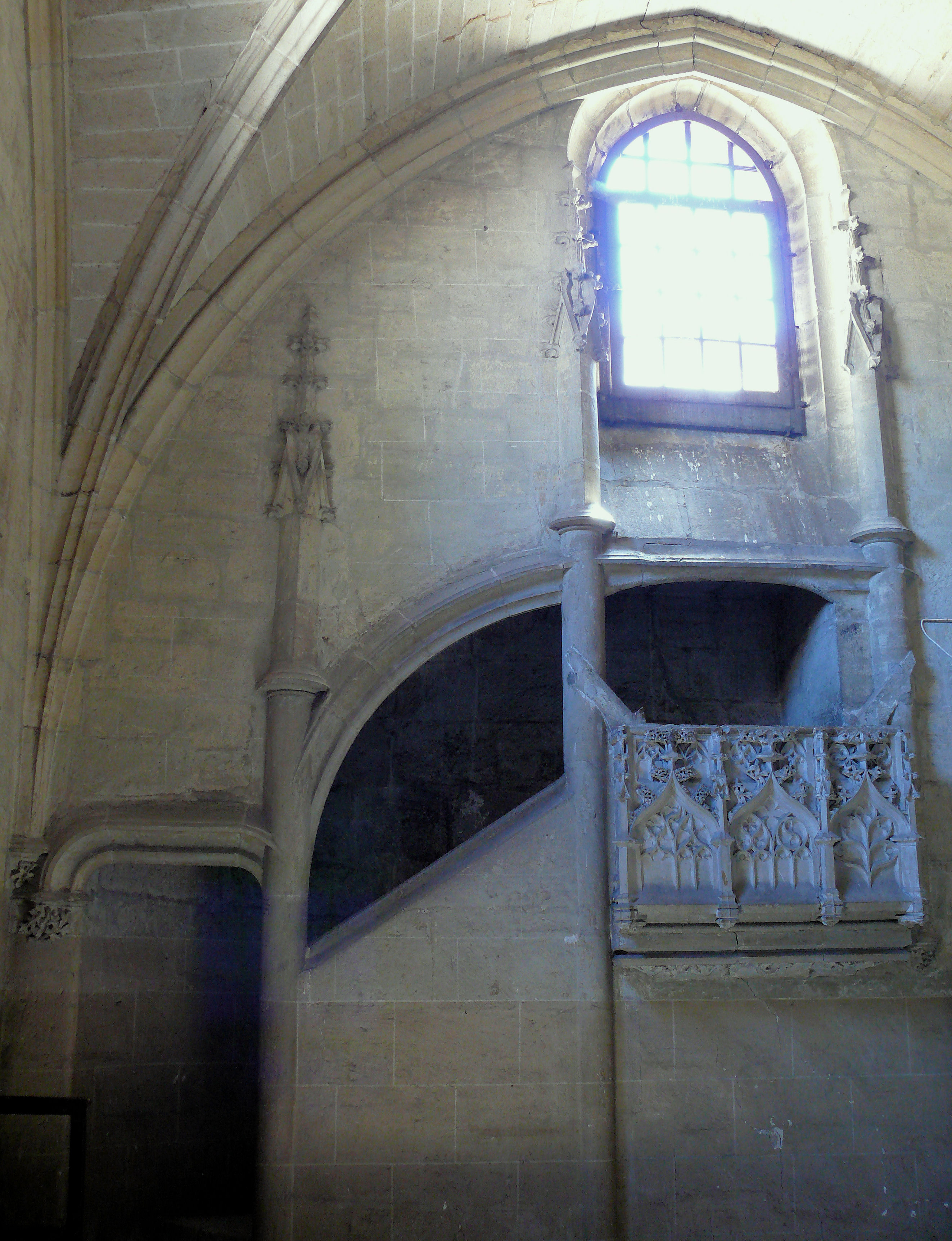
Chaire du lecteur dans le réfectoire

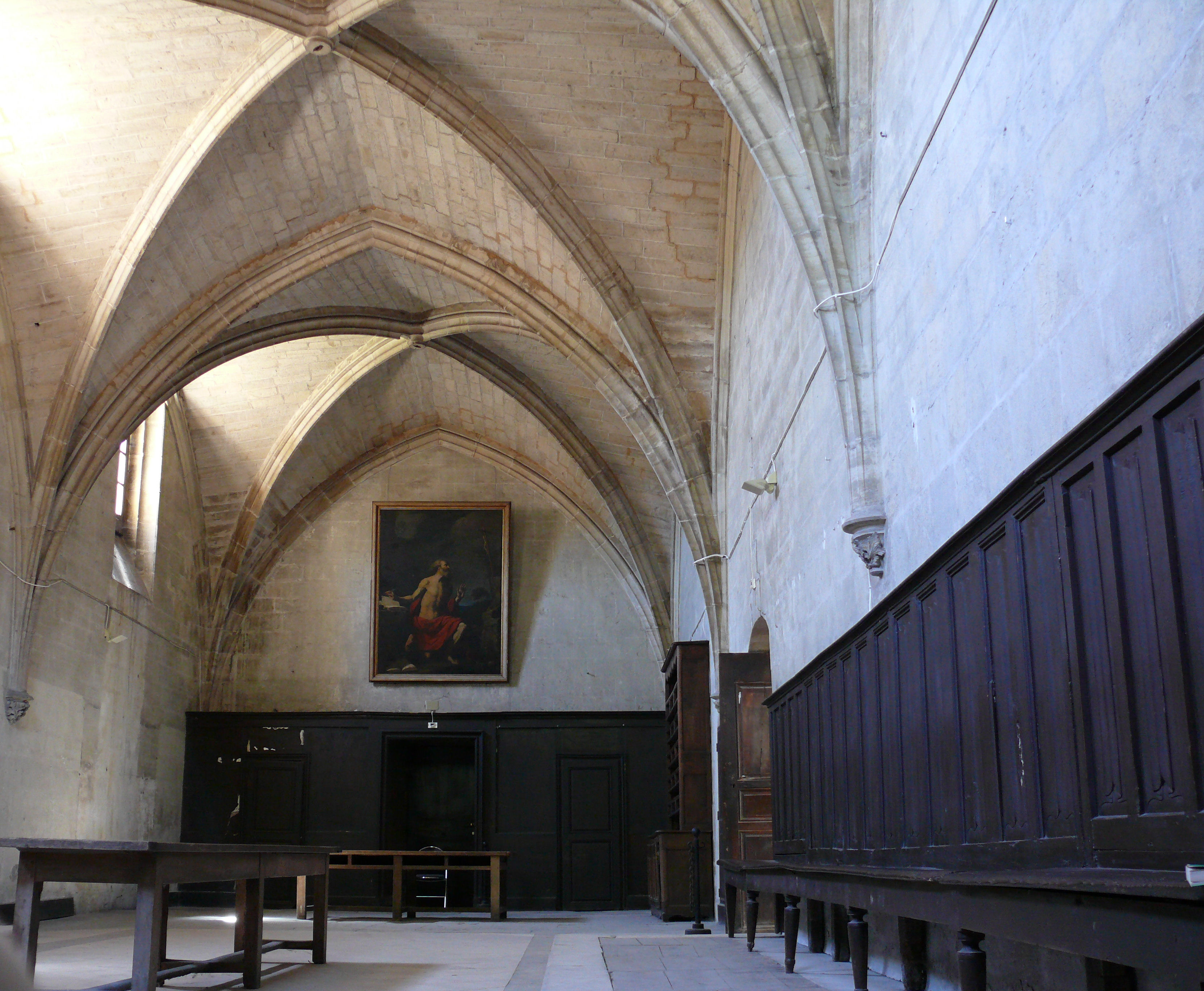
Réfectoire

Le réfectoire est une grande salle rectangulaire de trois travées voûtées sur croisées d'ogives. Les clés pendantes ont disparu.

Il est éclairé à l'Est et au Sud. En plus des portes menant au petit cloître et à la cuisine, deux autres portes existent : une, au Nord, menait à la cuisine d'origine qui a disparu, l'autre, au Sud, donne sur le couloir reliant le parvis de l'église au grand cloître qui était emprunté par les frères convers.

Le prieur avec d'éventuels hôtes se tenait contre le mur Est. Les pères sur des bans placés le long des murs.

Dans l'épaisseur du mur Sud a été aménagé la chaire du lecteur avec l'escalier lui donnant accès. La balustrade, en légère saillie, est richement décorée. La Bible était lue pendant les repas selon un programme bien précis selon le calendrier.

Le cellier se trouvait entre le petit cloître et la cuisine. De ce local un escalier de quelques marches permet d'accéder à la cave creusée sous le réfectoire et voûtée en plein cintre.
Principales dimensions :
- longueur : 20 m
- largeur : 8 m
- hauteur : 6 m

### Grand cloître

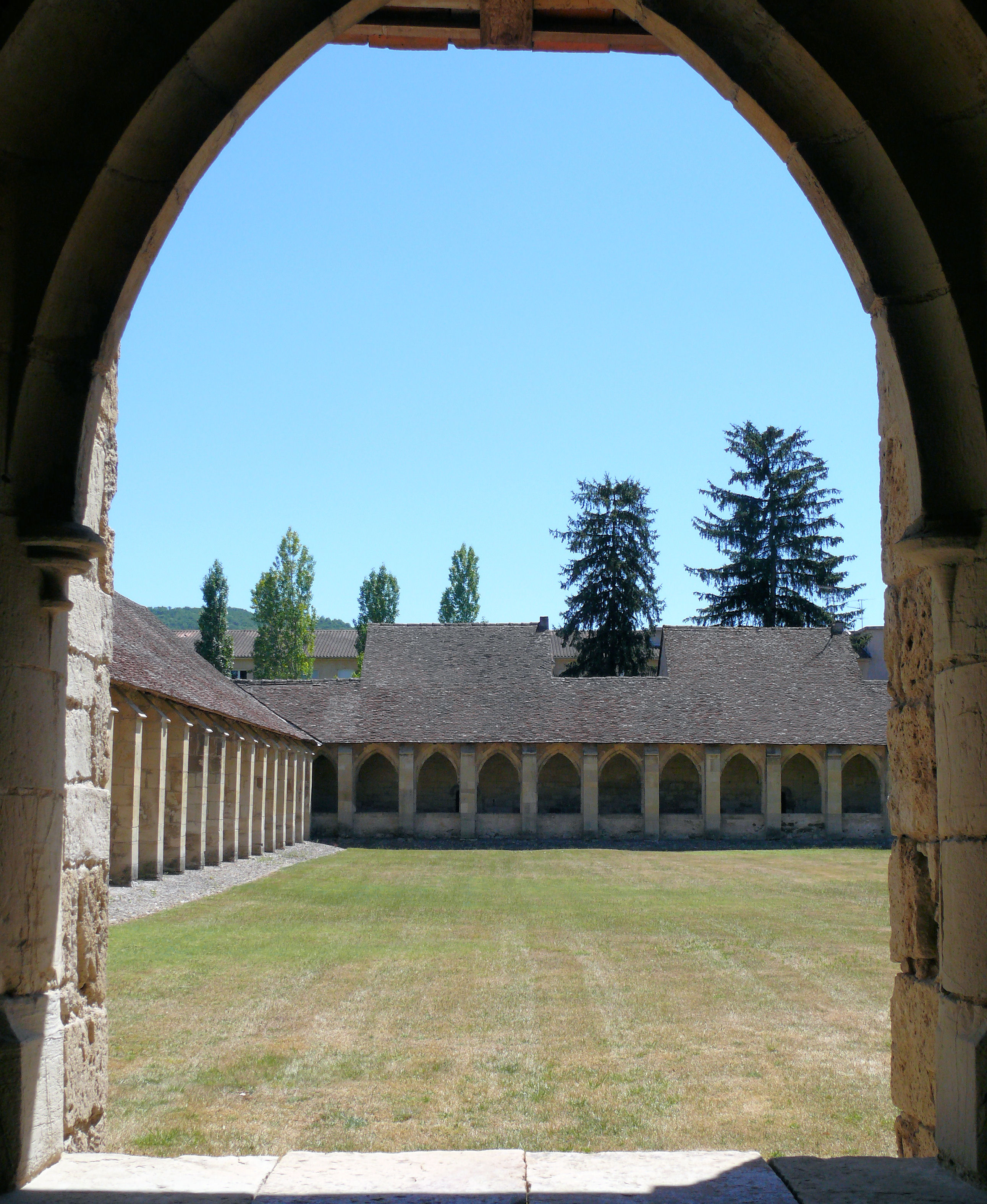
Une baie du grand cloître

Le grand cloître a une décoration très sobre. Les grandes dimensions de ce quadrilatère - 66 m par 40 m - a permis de construire autour les treize logements auxquels elle donne accès - cinq maisons sur les grands côtés et trois donnant sur la galerie Sud.
Les chartreux passaient leur vie solitaire dans leur cellule entre exercices spirituels, exercices physiques, repos et repas frugaux.

Les chartreux menant dans leurs maisons une vie d'ermite, le grand cloître ne sert que de passage aux moines pour aller de leurs cellules à la chapelle ou au réfectoire, ou aux convers qui apportaient les repas aux pères par le guichet se trouvant à côté de la porte d'entrée de la cellule, disposé en baïonnette pour éviter tout contact.
Il ne reste plus aucune de ces cellules sauf deux dont il reste les murs extérieurs mais l'aménagement intérieur a été entièrement remanié. Chaque cellule avait une surface au sol de 50 m2 et comportait deux niveaux. Au rez-de-chaussée il y avait une pièce pour faire des travaux manuels et un passage permettant d'accéder au jardin clos de hauts murs l'isolant des voisins. Deux pièces se trouvent à l'étage. La première appelée l'Ave Maria où se trouve un oratoire, la seconde appelée le cubiculum servant d'habitation (il est possible de visiter une reconstitution d'une cellule à la chartreuse du Val-de-Bénédiction à Villeneuve-lès-Avignon).
Une large baie a été ouverte dans le mur Ouest pour permettre une communication entre le grand cloître et le bâtiment de l'hôpital.

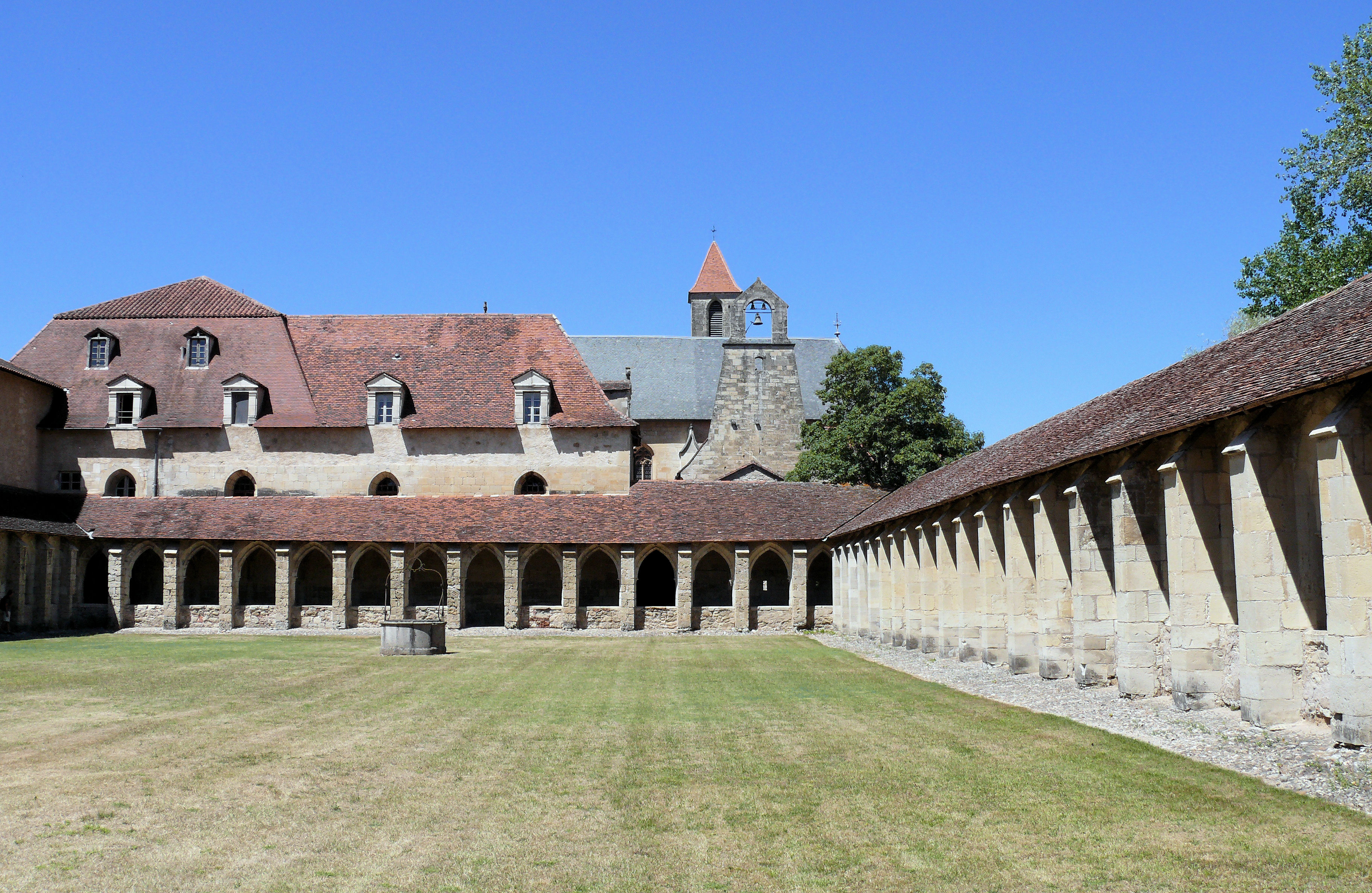
Grand cloître et clocher-mur
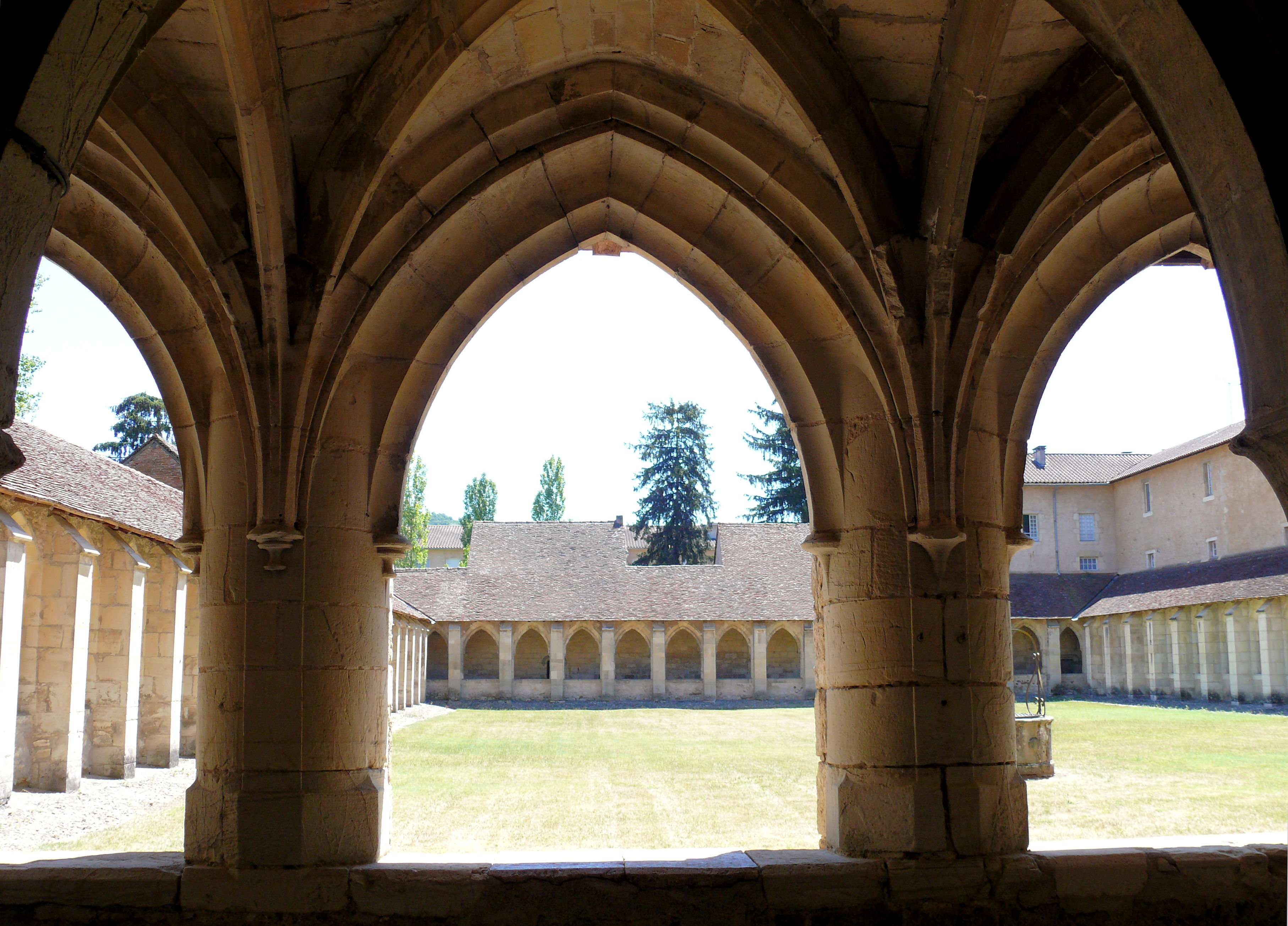
Grand cloître
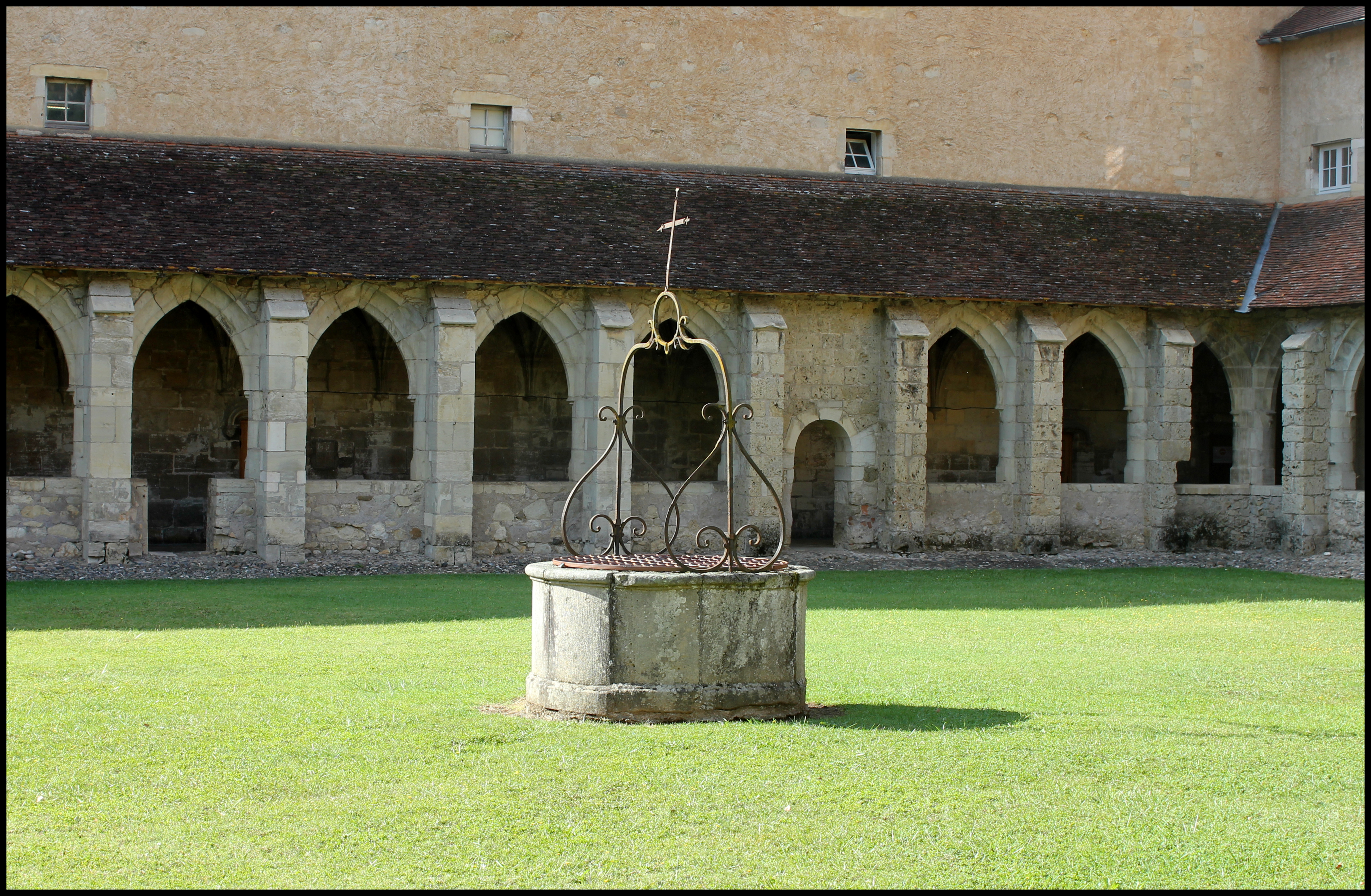
Puits du grand cloître
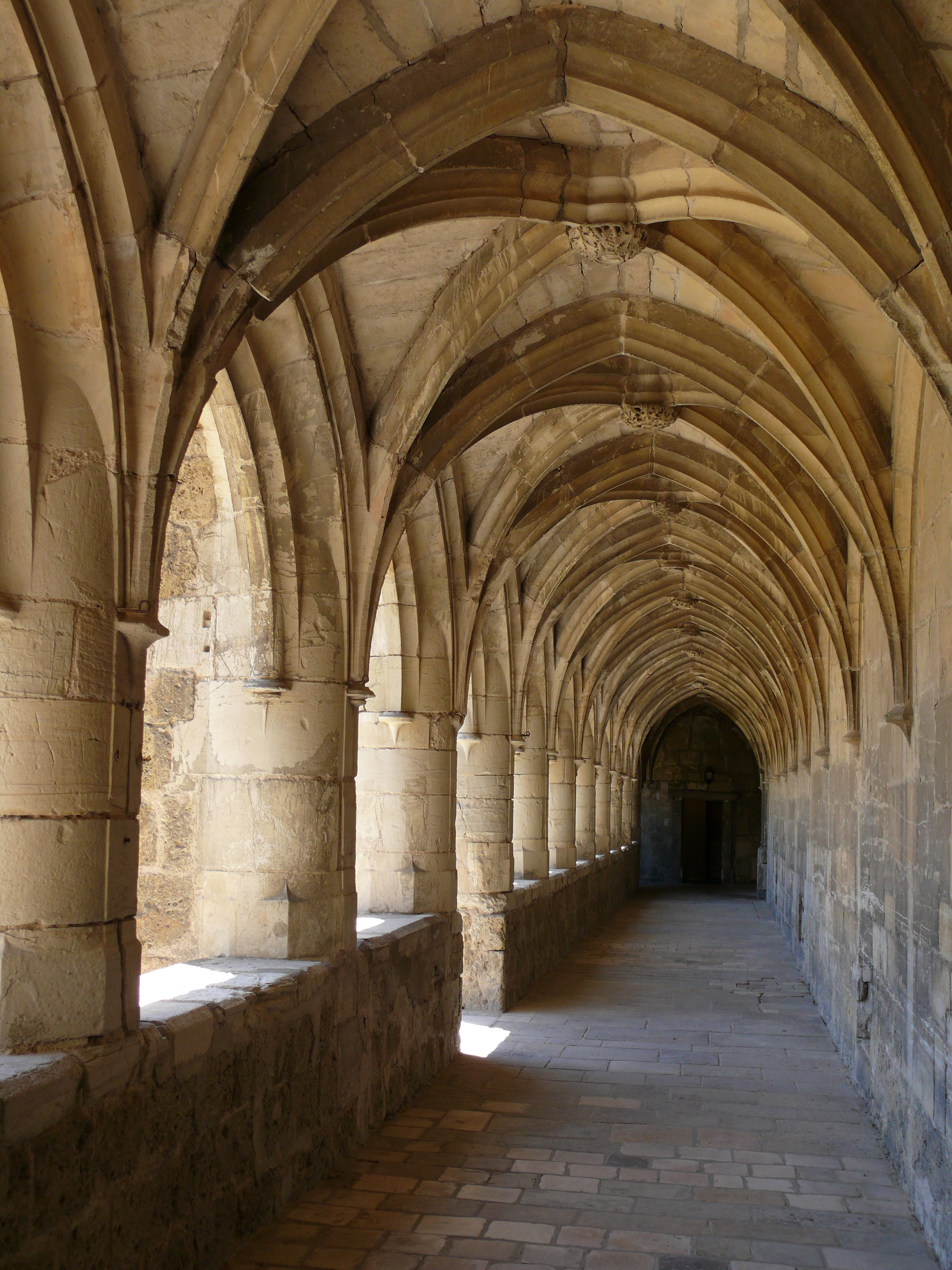
Une galerie du grand cloître
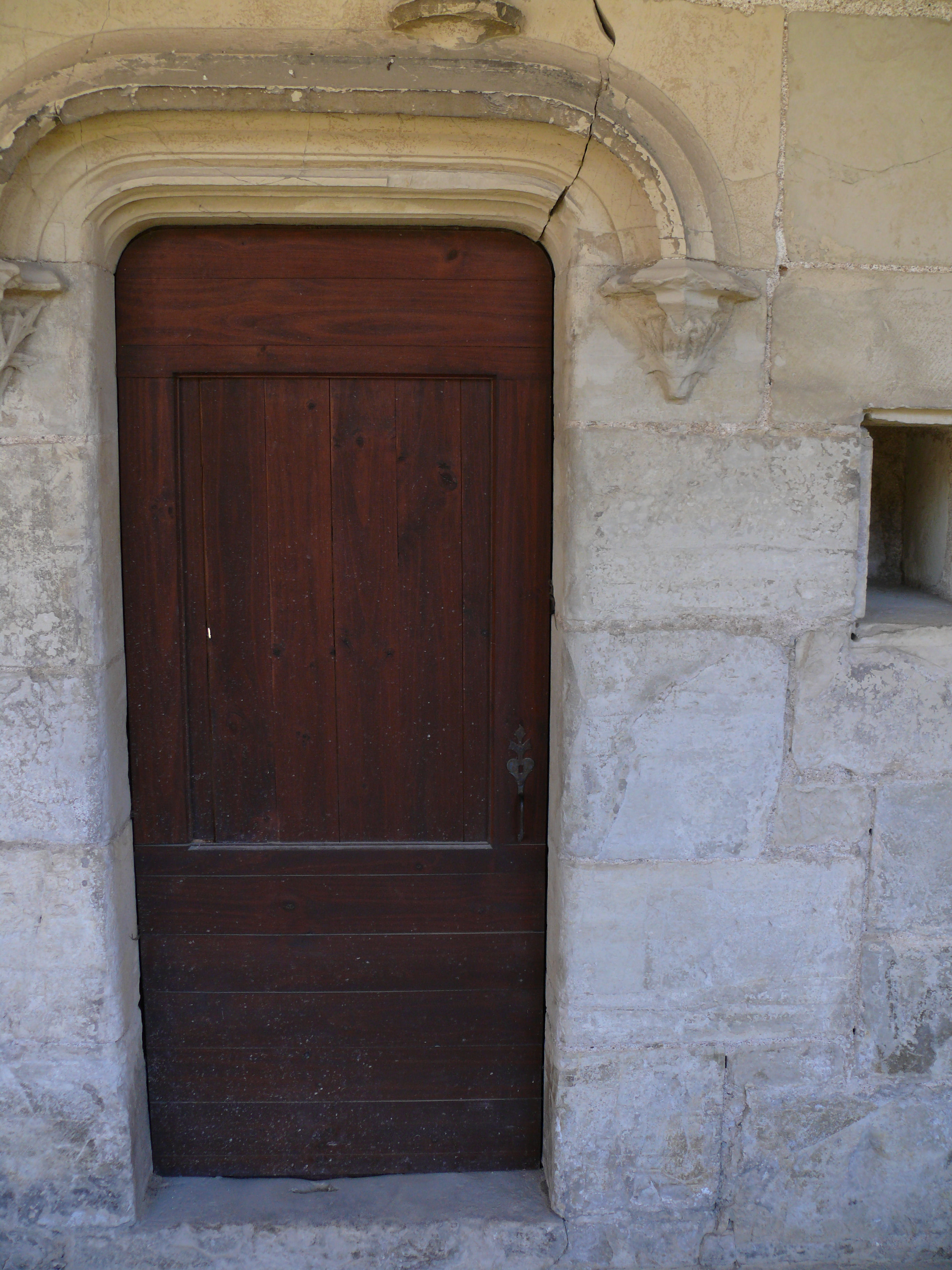
Porte et guichet d'un ermitage dans le grand cloître

### Chapelle des Étrangers - Hôtellerie - Autres bâtiments

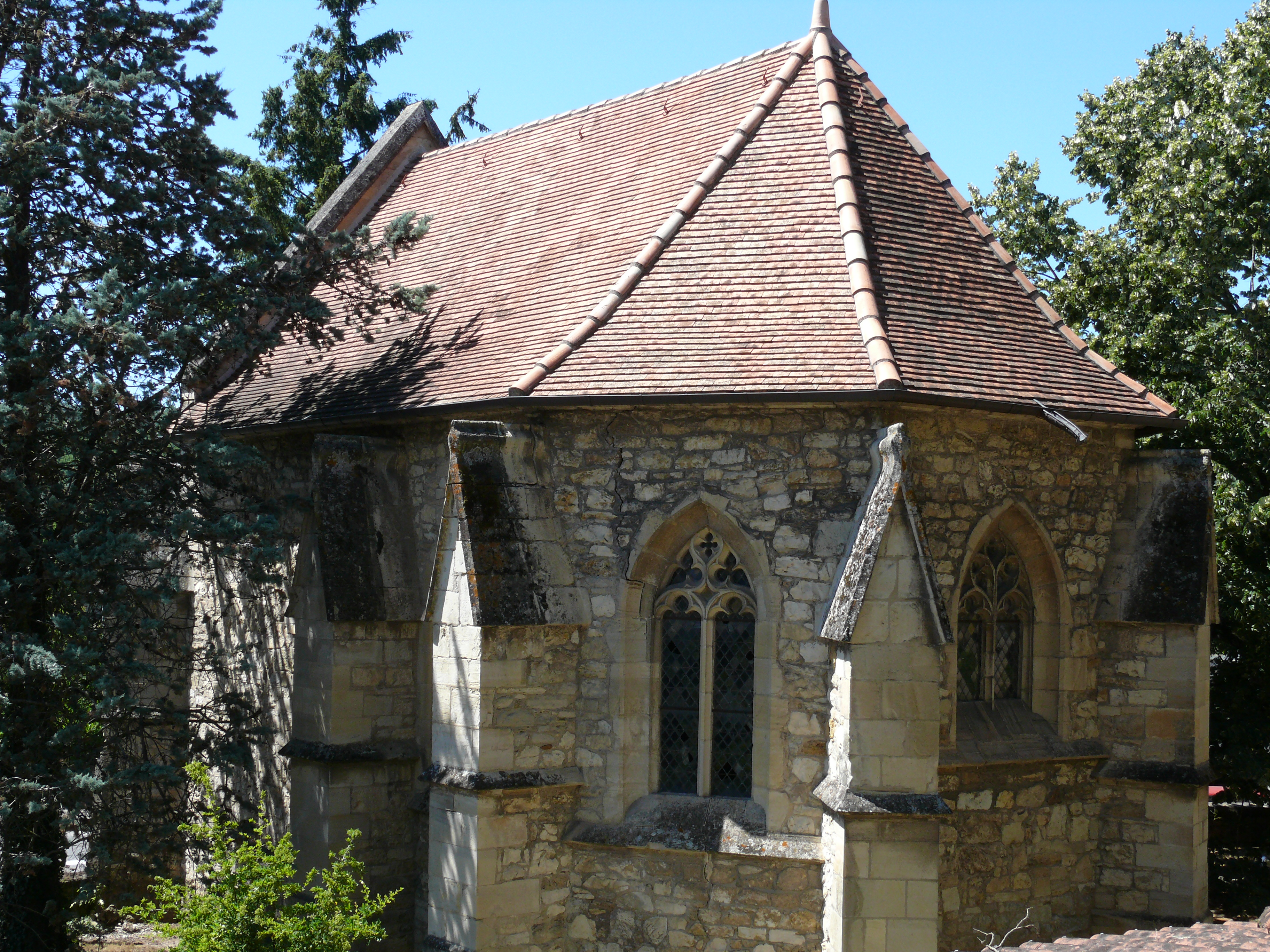
Chapelle des Étrangers

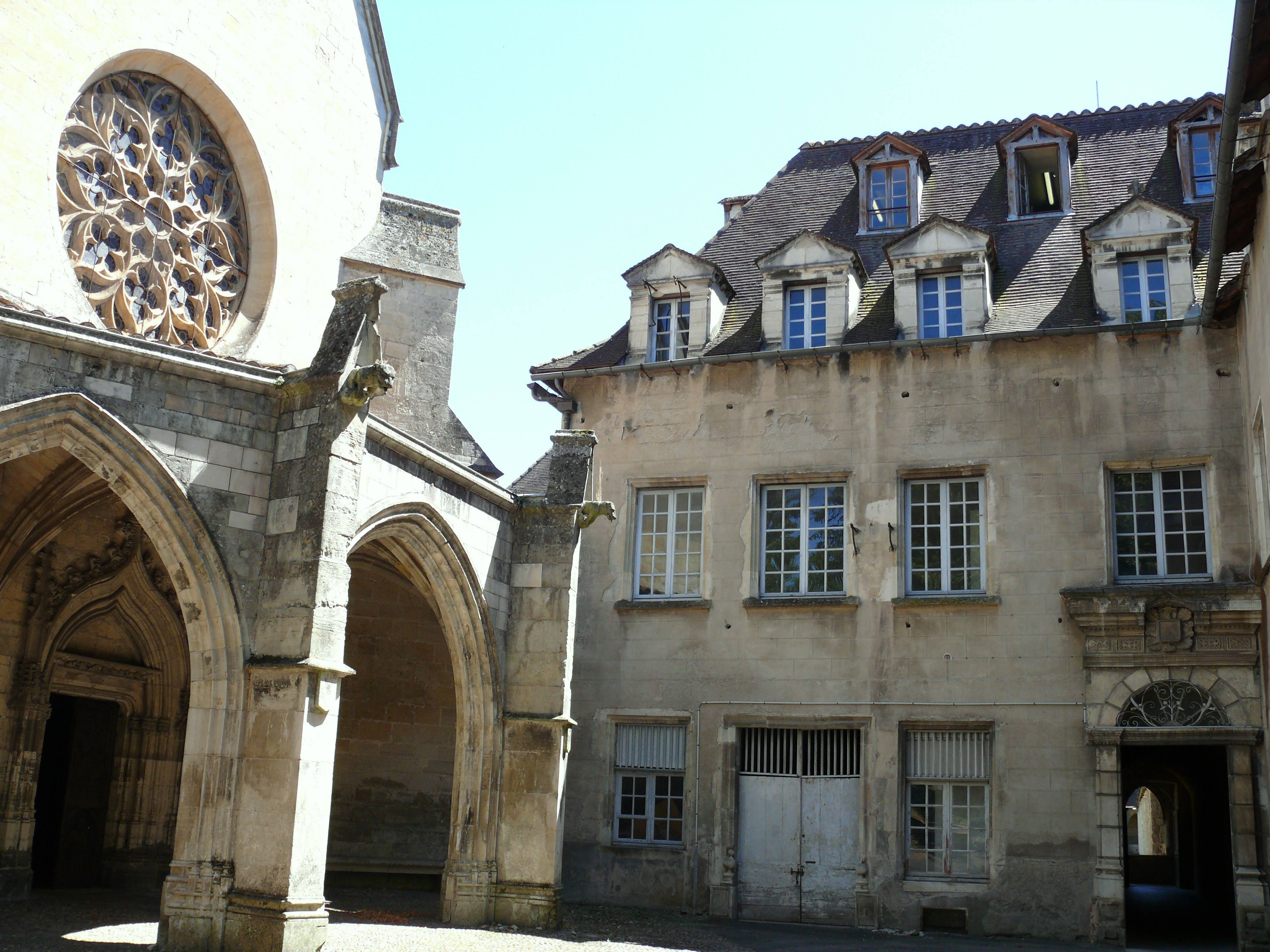
Hôtellerie construite en 1670 à côté de l'église et le couloir menant au grand cloître

La chapelle des Étrangers ou des femmes se trouve hors du mur d'enceinte, au nord-ouest. Elle reprend le plan du chapitre : nef unique à deux travées avec une abside polygonale. Elle est couverte avec une voûte à liernes et tiercerons.

La chapelle est éclairée par cinq fenêtres à remplage flamboyant dans l'abside et une rose à l'ouest.

Les armoiries et monogrammes sculptés sur les clés de voûtes ne sont pas ceux des fondateurs. La présence d'un chien ou "brachet" a fait attribuer le financement de la construction à Joachim Brachet, sénéchal de Rouergue entre 1498 et 1504. La chapelle a été construite avant 1528.
L'hôtellerie actuelle a été construite en 1670 quand il y a eu un agrandissement de certains bâtiments. Une porte d'entrée flamboyante existe face à l'entrée de la chapelle qui permettait l'accès au logement du prieur. À côté se trouve une porte de style maniériste à l'entrée du couloir menant au grand cloître. L'aménagement intérieur a été refait pour l'hôpital. Seul l'escalier est du XVIIe siècle.
À côté de l'ancienne entrée de la chartreuse, il reste la grange qui permettait de recevoir les rentes payées en nature. Elle a deux niveaux avec un toit à deux pentes.
Un peu plus haut se trouve la boulangerie, bâtiment du XVIe siècle. Elle a été remaniée pour l'hôpital.
Récemment on a peut-être retrouvé la prison sur le flanc nord de la chapelle. C'est un bâtiment souterrain comprenant deux pièces auxquelles on accède par un escalier. Le sol est en terre battue. Elle n'est éclairée que par un seul soupirail. Les prisons étaient prévues par le chapitre général de l'ordre de 1289. Elle devait servir à sanctionner tout chartreux ne respectant pas la Règle de l'ordre.
L'unique porte de la chartreuse a été démolie en 1886. Cette porte était franchie par les chartreux au cours de leur promenade hebdomadaire. Elle a été remplacée par un bâtiment de l'hôpital.